# ワールド・チャンピオンシップ (ダーツ)
ワールド・チャンピオンシップ (World Championship) は、一般的にダーツで最重要とされるトーナメントである。
他のトーナメントと比べて、開催規模も大きく、賞金も高い。
1978年から1993年までは、ワールド・ダーツ・フェデレイション (WDF) のメンバーであるブリティッシュ・ダーツ・オーガナイゼイション (BDO) が開催するイヴェントしかなかったため、毎年1回であった。
しかし、他のスポーツでも見られるように、ダーツでも1993年に団体の分裂が起こり、現在のプロフェッショナル・ダーツ・コーポレイション (PDC) が誕生し、1994年から、PDCとBDOの両団体が、毎年それぞれのワールド・チャンピオンシップを、行うようになった。
本記事では、ダーツにおけるワールド・チャンピオンシップ全体の歴史と、複数あるワールド・チャンピオンシップの比較による解説を行う。

## 歴史
| 年   | BDO | PDC |
| ---- | --- | --- |
| 1978 | - BDO ワールド・プロフェッショナル・ダーツ・・チャンピオンシップが、初開催される。                                                           | |
| 1990 | - ワールド・チャンピオンシップ史上初のナイン・ダート・フィニッシュを、ポール・リムが、達成する。                                             | |
| 1994 | - 現役で活躍する歴代チャンピオンが、誰も参戦しない大会となる。                                                                               | - WDC ワールド・ダーツ・チャンピオンシップが、初開催される。 |
| 1997 | | - チャンピオンの賞金が、初めてBDOより高額となる。 |
| 1998 | - 再びチャンピオンの賞金が、PDCより高額となる。                                                                                              | - 団体名の変更に伴い、名称をPDC ワールド・ダーツ・チャンピオンシップに、変更する。 |
| 2000 | | - ワールド・チャンピオンシップ史上初の100以上となるトーナメント・スタッツを、フィル・テイラーが、記録する。 |
| 2001 | - 女子部門が、新設され、名称もBDO ワールド・プロフェッショナル・ダーツ・チャンピオンシップスに、変更される。                                 | - ゲイル・キングが、ワールド・チャンピオンシップの本戦に出場した史上初の女子プレイヤーとなる。 |
| 2002 | | - 総額、チャンピオン、準優勝の全賞金が、BDOより高額となる。 |
| 2006 | 達成されなければ、積み立てられず消失するナイン・ダート・フィニッシュの賞金£52,000が、賞金総額に加えられるようになる。                        | - チャンピオンの賞金が、初めて£100,000に達する。 |
| 2009 | | - PDC ワールド・チャンピオンシップ史上初のナイン・ダート・フィニッシュを、レイモンド・ファン・バルネフェルトが、達成する。 - アナスタシア・ドブロミスロワが、ワールド・チャンピオンシップの本戦に出場した2人目の女子プレイヤーとなる。 |
| 2010 | - メンズ・チャンピオンの賞金が、初めて£100,000に達する。                                                                                     | - 賞金について、総額が、£1,000,000に、チャンピオンが、£200,000に、準優勝が、£100,000に、それぞれ初めて達する。 - PDC ワールド・チャンピオンシップ史上2度目のナイン・ダート・フィニッシュをレイモンド・ファン・バルネフェルトが、達成する。 - PDC ウィメンズ・ワールド・チャンピオンシップ (PDC ワールド・ダーツ・チャンピオンシップとは、別大会で、開催時期も異なる) が、初開催される。 - PDC アンダー21・ワールド・チャンピオンシップ (決勝は、翌年のPDC ワールド・ダーツ・チャンピオンシップの決勝の前) が、初開催される。 |
| 2011 | - ウィメンズ・チャンピオンの賞金のみ、2010 PDC ウィメンズ・ワールド・チャンピオンシップの賞金と同じとなる (準優勝以下の賞金は前年度と同額)。 | - PDC アンダー21・ワールド・チャンピオンシップの決勝が、PDC ワールド・ダーツ・チャンピオンシップの前に行われるようになる。 - PDC ワールド・チャンピオンシップ史上3度目、かつワールド・チャンピオンシップ史上初の決勝戦でのナイン・ダート・フィニッシュをエイドリアン・ルイスが、達成する。 - BDO ワールド・チャンピオンになった経験のない初のチャンピオン (エイドリアン・ルイス) が、誕生する。 |

## ダーツのワールド・チャンピオンとは
人類全てが参加するワールド・チャンピオンシップで決定したワールド・チャンピオンよりも、その名にふさわしいものはいない。
特に、ダーツでは、投げたダーツをボードに刺す以上の力を必要としないため、老若男女でプレイヤーを分けることなく、チャンピオンを決めることも可能となる。
それゆえ、全人類の中で頂点に立つワールド・チャンピオンを文字通りの意味で決定することもできる。
それでも、男女で見ると、特に筋力や体力を必要としない他のスポーツ同様、男子に強いプレイヤーが多いという現状は、ダーツにもあるものの、ワールド・チャンピオンシップに限らず、様々なダーツのトーナメントにおいて性別による出場資格があるときは、女子限定の場合が多い。
"Men's"などと明白な表示があったとしても、女子プレイヤーの参戦が認められることすらある。
それゆえ、実力に自信のある女子プレイヤーは、女子部門でなく無差別部門に参加し、真のチャンピオンを目指せる。
特に、小さなトーナメントや、大きなトーナメントでも初期のラウンドでは、女子プレイヤーが男子プレイヤーに勝利する場面も珍しくない。
次に、年齢について見てみると、多くのスポーツでは、体力と筋力のある若いプレイヤーが圧倒的に有利だが、ダーツにおいては、該当しない。
逆に、メンタル要素が非常に大きいスポーツであるダーツでは、年を重ねることによって、技術のみならず精神的に成熟し、有利に働くことも多い。
また、ダーツがボードに届くまでは、プレイを続けられるため、60歳を超えても主要トーナメントで活躍しているプレイヤーもいる。
しかし、他のスポーツより多くの人が集まってワールド・チャンピオンを決定できるダーツだが、現在、リードする2つの団体であるBDOとPDCのそれぞれが、別のワールド・チャンピオンシップを開催しており、同じ年に複数のワールド・チャンピオンが、誕生している。
しかも、参加する顔触れは、各トーナメントによって異なる。
それゆえ、同じ年のワールド・チャンピオンが、複数いてもよいのか、また、全員が参加していない状況で、ワールド・チャンピオンを決めてもよいのか、という問題が、浮かび上がってしまう。

### 各イヴェントの概要
現在行われているワールド・チャンピオンシップと名のつくイヴェントは、
- PDC ワールド・ダーツ・チャンピオンシップ
- PDC ワールド・ユース・チャンピオンシップ
- WDF ワールド・ダーツ・チャンピオンシップ
- WSDT ワールド・シニア・ダーツ・チャンピオンシップ

の4つである。
これらのイヴェントから、毎年チャンピオンが、"実質的に7人"誕生することになる。また、過去に行われていたワールド・チャンピオンシップの名を冠した大会は、
- BDO ワールド・プロフェッショナル・ダーツ・チャンピオンシップス
- PDC ウィメンズ・ワールド・チャンピオンシップ

の2つがある。

#### BDO ワールド・プロフェッショナル・ダーツ・チャンピオンシップス
BDOのワールド・プロフェッショナル・ダーツ・チャンピオンシップスは、男子部門 (Men's) と女子部門 (Women's) 、及びユース部門 (Youth) があり、これらが、同一のイヴェント内で行われている。
BDOのトーナメントは、基本的に男女別で、それゆえに、女子トーナメントも多く、ランキングも男女別である。
1995年に女子プレイヤーが、このワールド・チャンピオンシップの予選に参加することをBDOは認めているが、女子部門が併設されるようになった2001年以降、男子部門への参戦の可否は不明であり、予選などにも、女子プレイヤーの名は、見られない。
BDO ワールド・プロフェッショナル・ダーツ・チャンピオンシップスの特徴は、初開催が1978年という歴史の長さと地上波のしかも公共放送であるBBCで放送される点である。
これらは、BDOのチャンピオンシップを権威付ける大きな利点でもある。
なお、基本的に、このトーナメントかPDC ワールド・ダーツ・チャンピオンシップのどちらかに参加し、ラスト16になると、トムリン・オーダーにより、来年は、もう一方に参加できなくなる。
もちろん、両方とも予選に出場したものの本戦に到達できなかった場合は、翌年も両方の予選に参加することは可能である。

#### PDC ワールド・ダーツ・チャンピオンシップ
PDC ワールド・ダーツ・チャンピオンシップは、性別による区別が無い男女無差別戦であり、 "Men's" などの表示も無い。
現在、ワールド・チャンピオンシップに限らず、PDCのトーナメントは、基本的に無差別戦となっており、メインのランキングであるPDC オーダー・オヴ・メリットも、男女全てのプレイヤーを順位付ける総合ランキングとなっている (それゆえ、女子トーナメントだけ参加して、ランキング・ポイントを稼ぐなどという方法は選べない)。
このワールド・チャンピオンシップにおける女子プレイヤーの参加は、珍しくなく、日本で行われるワールド・チャンピオンシップの予選にも、女子プレイヤーが、参戦している。
実は、BDO ウィメンズ・ワールド・チャンピオンのタイトル最多獲得プレイヤーであるトリナ・ガリバーも、PDCのワールド・チャンピオンシップに招待されたことがあり、その時は本人も参加する意向であった。
しかし、BDOは、ガリバーの参加を良く思わず、他の女子プレイヤーも含めて、このトーナメントに参加したプレイヤーのランキング・ポイントを減らすと脅したため、ガリバーは、あきらめざるを得なかった。
初開催は、現役で活躍する全てのワールド・チャンピオンが参戦するという顔触れは豪華だったものの、WDC (現在のPDC) 設立プレイヤー以外の参加が少なく、賞金総額はBDOの半分以下と言うワールド・チャンピオンシップだった。
しかし、紆余曲折を経て、現在のPDC ワールド・チャンピオンシップは、開催規模も世界各地の予選から始まり、本戦の参加プレイヤーもBDOの2倍以上、開催日数は2倍弱、賞金総額は3倍以上という規模となっている。
また、参戦するプレイヤーは、日本を含めた世界各国から集まるため、自国のプレイヤーが出場する国での注目度は、自国のプレイヤーが参加しないBDOのものよりも、大きくなる。
本国のイギリスの視聴数は、Sky Sportsによる衛星放送のため、BDOのチャンピオンシップに大幅に負けているものの、世界規模で見れば、放送局はBDOよりも多く、日本を含めた様々な国で放送されている。
今日の日本において、ダーツのワールド・チャンピオンシップと言えば、このイヴェントを意味する。
現在、PDCで活躍する名実共に兼ね備えた多くの人気プレイヤーに、様々な地域からの予選通過者が加わり、世界最高峰のトーナメントとなっている。
しかも、PDCで実力を培ってきたプレイヤーだけでなく、元BDOのワールド・チャンピオンや、実力的にはBDOのワールド・チャンピオンになれたプレイヤーも、PDCへの移籍によって、頂点に押し寄せる層に年々加わり続けている。
そのため、PDCのレヴェルが上がり続けるだけでなく、BDOのレヴェルが下がり続けているので、近年、PDCとBDOの実力差がより大きくなっている。

#### PDC ウィメンズ・ワールド・チャンピオンシップ
PDC ウィメンズ・ワールド・チャンピオンシップは、プロフェッショナル・ダーツ・プレイヤーズ・アソシエイション (PDPA) のメンバーに限らず、18歳以上の女子なら誰でも参加できるオープン・トーナメントである。
基本的に老若男女が1つのトーナメントで戦うPDCは、BDOと比べて賞金も高く、PDCで活躍し成果を上げれば、BDOで成果を上げるよりスポンサーシップも受けやすい。
しかし、BDOで活躍する女子のトップ・プレイヤーが、BDO男子以上の大物達がそろうPDCで本格的にプレイするのは、ハイリスク・ハイリターンとなるため、BDOに不満があっても、簡単には踏み切れない状況にある。
このトーナメントと同じく2010年に導入されたPDC アンダー21・ワールド・チャンピオンシップと同じく、今までよりも多くの賞金とスポンサーシップ、そして、決勝戦出場者には、トップ・プレイヤー達と戦える機会を多く与えることにより、まだ経験豊富なプレイヤーが十分にいるとは言いがたい層の環境を様々な方面から整え、強化していくことを目的としている。
よって、BDOのウィメンズと異なり、PDCは、女子プレイヤーに対しても、このトーナメントを頂点と位置づけているわけではない。
また、BDOとは異なり、日程も7月に開催され、1月に開催されるPDC ワールド・ダーツ・チャンピオンシップとは、完全に別日程、別大会である。
決勝戦のみSky Sportsでテレビ放送され、ワールド・マッチプレイの準決勝後に、同じ会場のウィンター・ガーデンズで行われる。
このトーナメントは、同一年内や同時期に他のチャンピオンシップにも出場することが可能であり、初開催された2010年には、PDC ワールド・チャンピオンシップにも参加したアナスタシア・ドブロミスロワや、BDOのウィメンズにも出場したデタ・ヘッドマンなど、実際に同一年内に行われた他のワールド・チャンピオンシップにも出場するプレイヤーもいる。

#### PDC ワールド・ユース・チャンピオンシップ
PDC ワールド・ユース・チャンピオンシップは、プロフェッショナル・ダーツ・プレイヤーズ・アソシエイション (PDPA) のメンバーに限らず、16歳以上25歳以下 (決勝時点) のプレイヤーなら誰でも参加できるオープン・トーナメントである。
ダーツでは、体力や筋力よりも技術や精神面が有利に働くため、頂点を狙うプレイヤーに若いプレイヤーは、多くはない。
そのため、ユース・トーナメントを開催し、今までにないレヴェルの賞金と頂点を争うプレイヤーとも対戦する機会を多く与えることで、若年層の強化を図っている。
決勝戦のみSky Sportsでテレビ放送され、PDC ワールド・ダーツ・チャンピオンシップの決勝前に、同じ会場のアレクサンドラ・パレスで行われる。
このトーナメントは、同一年内や同時期に他のチャンピオンシップにも出場することが可能であり、初開催された2010年には、2011 PDC ワールド・ダーツ・チャンピオンシップにも参加したマイケル・ヴァン・ガーウェンやジョー・カレンなど、実際に同時期に行われた他のワールド・チャンピオンシップにも出場するプレイヤーもいる。
このトーナメントは、賞金設定や試合形式など、PDC ウィメンズ・ワールド・チャンピオンシップとほぼ同じであるが、PDCのウェブサイトのRoll of Honourでは、PDC Major Championsにウィメンズ・ワールド・チャンピオンシップは、入っているのに対し、このトーナメントは、入っていない。

## ワールド・チャンピオンシップ
ここでは、1つだった頃のワールド・チャンピオンシップと、BDO ワールド・プロフェッショナル・ダーツ・チャンピオンシップスの男子部門、そして、PDC ワールド・ダーツ・チャンピオンシップの比較を中心に説明する。

### 決勝戦の結果

#### 1978年から1993年まで
この期間のワールド・チャンピオンシップは、BDO ワールド・ダーツ・チャンピオンシップのみであった。
| 年   | チャンピオン           | スコア | 準優勝                     |
| ---- | ---------------------- | ------ | -------------------------- |
| 1978 | レイトン・リース       | 11-7   | ジョン・ロウ               |
| 1979 | ジョン・ロウ           | 5-0    | レイトン・リース           |
| 1980 | エリック・ブリストウ   | 5-3    | ボビー・ジョージ           |
| 1981 | エリック・ブリストウ   | 5-3    | ジョン・ロウ               |
| 1982 | ジョッキー・ウィルソン | 5-3    | ジョン・ロウ               |
| 1983 | キース・デラー         | 6-5    | エリック・ブリストウ       |
| 1984 | エリック・ブリストウ   | 7-1    | デイブ・ウィットコム       |
| 1985 | エリック・ブリストウ   | 6-2    | ジョン・ロウ               |
| 1986 | エリック・ブリストウ   | 6-0    | デイブ・ウィットコム       |
| 1987 | ジョン・ロウ           | 6-4    | エリック・ブリストウ       |
| 1988 | ボブ・アンダーソン     | 6-4    | ジョン・ロウ               |
| 1989 | ジョッキー・ウィルソン | 6-4    | エリック・ブリストウ       |
| 1990 | フィル・テイラー       | 6-1    | エリック・ブリストウ       |
| 1991 | デニス・プリーストリー | 6-0    | エリック・ブリストウ       |
| 1992 | フィル・テイラー       | 6-5    | マイク・グレゴリー         |
| 1993 | ジョン・ロウ           | 6-3    | アラン・ウォリナー＝リトル |

決勝戦の形式は、以下の通り。
- ベスト・オヴ・21・レッグズ (1978)
- ベスト・オヴ・9・セッツ[9] (1979-1982)
- ベスト・オヴ・11・セッツ[9] (1983, 1985-1993)
- ベスト・オヴ・13・セッツ[9] (1984)

#### 1994年以降
1994年より、PDC (当時はWDC) も、ワールド・チャンピオンシップを開催し始める。
| 年   | チャンピオン                       | スコア | 準優勝                             |
| ---- | ---------------------------------- | ------ | ---------------------------------- |
| 1994 | ジョン・パート                     | 6-0    | ボビー・ジョージ                   |
| 1995 | リッチー・バーネット               | 6-3    | レイモンド・ファン・バルネフェルト |
| 1996 | スティーブ・ビートン               | 6-3    | リッチー・バーネット               |
| 1997 | レス・ウォレス                     | 6-3    | マーシャル・ジェームズ             |
| 1998 | レイモンド・ファン・バルネフェルト | 6-5    | リッチー・バーネット               |
| 1999 | レイモンド・ファン・バルネフェルト | 6-5    | ロニー・バクスター                 |
| 2000 | テッド・ハンキー                   | 6-0    | ロニー・バクスター                 |
| 2001 | ジョン・ウォルトン                 | 6-2    | テッド・ハンキー                   |
| 2002 | トニー・デイビッド                 | 6-4    | マーヴィン・キング                 |
| 2003 | レイモンド・ファン・バルネフェルト | 6-3    | リッチー・デイビズ                 |
| 2004 | アンディ・フォーダム               | 6-3    | マーヴィン・キング                 |
| 2005 | レイモンド・ファン・バルネフェルト | 6-2    | マーティン・アダムズ               |
| 2006 | イェレ・クラーセン                 | 7-5    | レイモンド・ファン・バルネフェルト |
| 2007 | マーティン・アダムズ               | 7-6    | フィル・ニクソン                   |
| 2008 | マーク・ウェブスター               | 7-5    | サイモン・ウィットロック           |
| 2009 | テッド・ハンキー                   | 7-6    | トニー・オシェイ                   |
| 2010 | マーティン・アダムズ               | 7-5    | デイブ・チズナル                   |
| 2011 | マーティン・アダムズ               | 7-5    | ディーン・ウィンスタンリー         |
| 2012 | クリスチャン・キスト               | 7-5    | トニー・オシェイ                   |
| 2013 | スコット・ウェイツ                 | 7-1    | トニー・オシェイ                   |
| 2014 | スティーブン・バンティング         | 7-4    | アラン・ノリス                     |
| 2015 | スコット・ミッチェル               | 7-6    | マーティン・アダムズ               |
| 2016 | スコット・ウェイツ                 | 7-1    | ジェフ・スミス                     |
| 2017 | グレン・デュラント                 | 7-3    | ダニー・ノッパード                 |
| 2018 | グレン・デュラント                 | 7-6    | マーク・マクギーニー               |
| 2019 | グレン・デュラント                 | 7-3    | スコット・ウェイツ                 |
| 2020 | ウェイン・ウォーレン               | 7-4    | ジム・ウィリアムズ                 |

| 年   | チャンピオン                       | スコア | 準優勝                             |
| ---- | ---------------------------------- | ------ | ---------------------------------- |
| 1994 | デニス・プリーストリー             | 6-1    | フィル・テイラー                   |
| 1995 | フィル・テイラー                   | 6-2    | ロッド・ハリントン                 |
| 1996 | フィル・テイラー                   | 6-4    | デニス・プリーストリー             |
| 1997 | フィル・テイラー                   | 6-3    | デニス・プリーストリー             |
| 1998 | フィル・テイラー                   | 6-0    | デニス・プリーストリー             |
| 1999 | フィル・テイラー                   | 6-2    | ピーター・マンリー                 |
| 2000 | フィル・テイラー                   | 7-3    | デニス・プリーストリー             |
| 2001 | フィル・テイラー                   | 7-0    | ジョン・パート                     |
| 2002 | フィル・テイラー                   | 7-0    | ピーター・マンリー                 |
| 2003 | ジョン・パート                     | 7-6    | フィル・テイラー                   |
| 2004 | フィル・テイラー                   | 7-6    | ケビン・ペインター                 |
| 2005 | フィル・テイラー                   | 7-4    | マーク・ダッドブリッジ             |
| 2006 | フィル・テイラー                   | 7-0    | ピーター・マンリー                 |
| 2007 | レイモンド・ファン・バルネフェルト | 7-6    | フィル・テイラー                   |
| 2008 | ジョン・パート                     | 7-2    | カーク・シェパード                 |
| 2009 | フィル・テイラー                   | 7-1    | レイモンド・ファン・バルネフェルト |
| 2010 | フィル・テイラー                   | 7-3    | サイモン・ウィットロック           |
| 2011 | エイドリアン・ルイス               | 7-5    | ゲイリー・アンダーソン             |
| 2012 | エイドリアン・ルイス               | 7-3    | アンディ・ハミルトン               |
| 2013 | フィル・テイラー                   | 7-4    | マイケル・ヴァン・ガーウェン       |
| 2014 | マイケル・ヴァン・ガーウェン       | 7-4    | ピーター・ライト                   |
| 2015 | ゲイリー・アンダーソン             | 7-6    | フィル・テイラー                   |
| 2016 | ゲイリー・アンダーソン             | 7-5    | エイドリアン・ルイス               |
| 2017 | マイケル・ヴァン・ガーウェン       | 7-3    | ゲイリー・アンダーソン             |
| 2018 | ロブ・クロス                       | 7-2    | フィル・テイラー                   |
| 2019 | マイケル・ヴァン・ガーウェン       | 7-3    | マイケル・スミス                   |
| 2020 | ピーター・ライト                   | 7-3    | マイケル・ヴァン・ガーウェン       |
| 2021 | ガーウィン・プライス               | 7-3    | ゲイリー・アンダーソン             |
| 2022 | ピーター・ライト                   | 7-5    | マイケル・スミス                   |
| 2023 | マイケル・スミス                   | 7-4    | マイケル・ヴァン・ガーウェン       |
| 2024 | ルーク・ハンフリーズ               | 7-4    | ルーク・リトラー                   |

#### 決勝戦の平均値
以下は、それぞれの年の決勝戦における平均値である。
試合形式は、上の決勝戦の結果 (1978-1993, 1994-) を参照。
| 開催     | チャンピオン | 準優勝 | チャンピオン                       | スコア | 準優勝                             |
| -------- | ------------ | ------ | ---------------------------------- | ------ | ---------------------------------- |
| 1978 BDO | 92.40        | 89.40  | レイトン・リース                   | 11-7   | ジョン・ロウ                       |
| 1979 BDO | 87.42        | 76.62  | ジョン・ロウ                       | 5-0    | レイトン・リース                   |
| 1980 BDO | 88.10        | 86.49  | エリック・ブリストウ               | 5-3    | ボビー・ジョージ                   |
| 1981 BDO | 86.10        | 81.00  | エリック・ブリストウ               | 5-3    | ジョン・ロウ                       |
| 1982 BDO | 88.10        | 84.30  | ジョッキー・ウィルソン             | 5-3    | ジョン・ロウ                       |
| 1983 BDO | 90.00        | 93.90  | キース・デラー                     | 6-5    | エリック・ブリストウ               |
| 1984 BDO | 97.50        | 90.60  | エリック・ブリストウ               | 7-1    | デイブ・ウィットコム               |
| 1985 BDO | 97.50        | 93.12  | エリック・ブリストウ               | 6-2    | ジョン・ロウ                       |
| 1986 BDO | 94.47        | 90.45  | エリック・ブリストウ               | 6-0    | デイブ・ウィットコム               |
| 1987 BDO | 90.63        | 94.29  | ジョン・ロウ                       | 6-4    | エリック・ブリストウ               |
| 1988 BDO | 92.70        | 92.07  | ボブ・アンダーソン                 | 6-4    | ジョン・ロウ                       |
| 1989 BDO | 94.32        | 90.66  | ジョッキー・ウィルソン             | 6-4    | エリック・ブリストウ               |
| 1990 BDO | 97.47        | 93.00  | フィル・テイラー                   | 6-1    | エリック・ブリストウ               |
| 1991 BDO | 92.57        | 84.15  | デニス・プリーストリー             | 6-0    | エリック・ブリストウ               |
| 1992 BDO | 97.59        | 94.41  | フィル・テイラー                   | 6-5    | マイク・グレゴリー                 |
| 1993 BDO | 83.97        | 82.32  | ジョン・ロウ                       | 6-3    | アラン・ウォリナー＝リトル         |
| 1994 PDC | 94.38        | 90.62  | デニス・プリーストリー             | 6-1    | フィル・テイラー                   |
| 1994 BDO | 82.44        | 80.31  | ジョン・パート                     | 6-0    | ボビー・ジョージ                   |
| 1995 PDC | 94.11        | 87.15  | フィル・テイラー                   | 6-2    | ロッド・ハリントン                 |
| 1995 BDO | 93.63        | 91.23  | リッチー・バーネット               | 6-3    | レイモンド・ファン・バルネフェルト |
| 1996 PDC | 98.52        | 101.49 | フィル・テイラー                   | 6-4    | デニス・プリーストリー             |
| 1996 BDO | 90.27        | 88.05  | スティーブ・ビートン               | 6-3    | リッチー・バーネット               |
| 1997 PDC | 100.92       | 96.78  | フィル・テイラー                   | 6-3    | デニス・プリーストリー             |
| 1997 BDO | 92.19        | 92.01  | レス・ウォレス                     | 6-3    | マーシャル・ジェームズ             |
| 1998 PDC | 103.98       | 90.75  | フィル・テイラー                   | 6-0    | デニス・プリーストリー             |
| 1998 BDO | 93.96        | 97.14  | レイモンド・ファン・バルネフェルト | 6-5    | リッチー・バーネット               |
| 1999 PDC | 97.11        | 93.63  | フィル・テイラー                   | 6-2    | ピーター・マンリー                 |
| 1999 BDO | 94.65        | 94.65  | レイモンド・ファン・バルネフェルト | 6-5    | ロニー・バクスター                 |
| 2000 PDC | 94.42        | 91.80  | フィル・テイラー                   | 7-3    | デニス・プリーストリー             |
| 2000 BDO | 92.40        | 88.35  | テッド・ハンキー                   | 6-0    | ロニー・バクスター                 |
| 2001 PDC | 107.46       | 92.58  | フィル・テイラー                   | 7-0    | ジョン・パート                     |
| 2001 BDO | 95.55        | 94.86  | ジョン・ウォルトン                 | 6-2    | テッド・ハンキー                   |
| 2002 PDC | 98.47        | 91.35  | フィル・テイラー                   | 7-0    | ピーター・マンリー                 |
| 2002 BDO | 93.57        | 89.67  | トニー・デイビッド                 | 6-4    | マーヴィン・キング                 |
| 2003 PDC | 96.87        | 99.98  | ジョン・パート                     | 7-6    | フィル・テイラー                   |
| 2003 BDO | 94.86        | 90.66  | レイモンド・ファン・バルネフェルト | 6-3    | リッチー・デイビズ                 |
| 2004 PDC | 96.03        | 90.48  | フィル・テイラー                   | 7-6    | ケビン・ペインター                 |
| 2004 BDO | 97.08        | 91.02  | アンディ・フォーダム               | 6-3    | マーヴィン・キング                 |
| 2005 PDC | 96.14        | 90.66  | フィル・テイラー                   | 7-4    | マーク・ダッドブリッジ             |
| 2005 BDO | 96.78        | 91.35  | レイモンド・ファン・バルネフェルト | 6-2    | マーティン・アダムズ               |
| 2006 PDC | 106.74       | 91.72  | フィル・テイラー                   | 7-0    | ピーター・マンリー                 |
| 2006 BDO | 90.42        | 93.06  | イェレ・クラーセン                 | 7-5    | レイモンド・ファン・バルネフェルト |
| 2007 PDC | 100.93       | 100.86 | レイモンド・ファン・バルネフェルト | 7-6    | フィル・テイラー                   |
| 2007 BDO | 90.30        | 87.09  | マーティン・アダムズ               | 7-6    | フィル・ニクソン                   |
| 2008 PDC | 92.86        | 85.10  | ジョン・パート                     | 7-2    | カーク・シェパード                 |
| 2008 BDO | 92.07        | 93.92  | マーク・ウェブスター               | 7-5    | サイモン・ウィットロック           |
| 2009 PDC | 110.94       | 101.94 | フィル・テイラー                   | 7-1    | レイモンド・ファン・バルネフェルト |
| 2009 BDO | 91.46        | 90.54  | テッド・ハンキー                   | 7-6    | トニー・オシェア                   |
| 2010 PDC | 104.38       | 100.51 | フィル・テイラー                   | 7-3    | サイモン・ウィットロック           |
| 2010 BDO | 95.01        | 93.42  | マーティン・アダムズ               | 7-5    | デイブ・チズナル                   |
| 2011 PDC | 99.40        | 99.41  | エイドリアン・ルイス               | 7-5    | ゲイリー・アンダーソン             |
| 2011 BDO | 92.13        | 89.08  | マーティン・アダムズ               | 7-5    | ディーン・ウィンスタンリー         |
| 2012 PDC | 93.06        | 90.83  | エイドリアン・ルイス               | 7-3    | アンディ・ハミルトン               |
| 2012 BDO | 90.00        | 87.78  | クリスチャン・キスト               | 7-5    | トニー・オシェア                   |
| 2013 PDC | 103.04       | 100.66 | フィル・テイラー                   | 7-4    | マイケル・ヴァン・ガーウェン       |
| 2013 BDO | 86.43        | 81.90  | スコット・ウェイツ                 | 7-1    | トニー・オシェア                   |
| 2014 PDC | 100.10       | 95.71  | マイケル・ヴァン・ガーウェン       | 7-4    | ピーター・ライト                   |
| 2014 BDO | 96.18        | 92.19  | スティーブン・バンティング         | 7-4    | アラン・ノリス                     |
| 2015 PDC | 97.68        | 100.69 | ゲイリー・アンダーソン             | 7-6    | フィル・テイラー                   |
| 2015 BDO | 92.61        | 92.55  | スコット・ミッチェル               | 7-6    | マーティン・アダムズ               |
| 2016 PDC | 99.26        | 100.23 | ゲイリー・アンダーソン             | 7-5    | エイドリアン・ルイス               |
| 2016 BDO | 87.54        | 84.99  | スコット・ウェイツ                 | 7-1    | ジェフ・スミス                     |
| 2017 PDC | 107.79       | 104.93 | マイケル・ヴァン・ガーウェン       | 7-3    | ゲイリー・アンダーソン             |
| 2017 BDO | 93.48        | 93.30  | グレン・デュラント                 | 7-3    | ダニー・ノッパード                 |
| 2018 PDC | 107.67       | 102.26 | ロブ・クロス                       | 7-2    | フィル・テイラー                   |
| 2018 BDO | 93.97        | 86.31  | グレン・デュラント                 | 7-6    | マーク・マクギーニー               |
| 2019 PDC | 102.21       | 95.29  | マイケル・ヴァン・ガーウェン       | 7-3    | マイケル・スミス                   |
| 2019 BDO | 95.19        | 91.38  | グレン・デュラント                 | 7-3    | スコット・ウェイツ                 |
| 2020 PDC | 102.79       | 102.88 | ピーター・ライト                   | 7-3    | マイケル・ヴァン・ガーウェン       |
| 2020 BDO | 93.72        | 94.53  | ウェイン・ウォーレン               | 7-4    | ジム・ウィリアムズ                 |
| 2021 PDC | 100.08       | 94.25  | ガーウィン・プライス               | 7-3    | ゲイリー・アンダーソン             |
| 2022 PDC | 98.34        | 99.22  | ピーター・ライト                   | 7-5    | マイケル・スミス                   |
| 2023 PDC | 100.71       | 99.58  | マイケル・スミス                   | 7-4    | マイケル・ヴァン・ガーウェン       |
| 2024 PDC | 103.67       | 101.13 | ルーク・ハンフリーズ               | 7-4    | ルーク・リトラー                   |

#### ワールド・チャンピオンシップの優勝回数
以下は、2023年の両ワールド・チャンピオンシップが終わった時点での統計である。
| プレイヤー                         | 合計 | BDO | PDC |
| ---------------------------------- | ---- | --- | --- |
| フィル・テイラー                   | 16   | 2   | 14  |
| エリック・ブリストウ               | 5    | 5   | 0   |
| レイモンド・ファン・バルネフェルト | 5    | 4   | 1   |
| ジョン・ロウ                       | 3    | 3   | 0   |
| ジョン・パート                     | 3    | 1   | 2   |
| マーティン・アダムズ               | 3    | 3   | -   |
| マイケル・ヴァン・ガーウェン       | 3    | 0   | 3   |
| グレン・デュラント                 | 3    | 3   | 0   |
| ジョッキー・ウィルソン             | 2    | 2   | 0   |
| デニス・プリーストリー             | 2    | 1   | 1   |
| テッド・ハンキー                   | 2    | 2   | -   |
| エイドリアン・ルイス               | 2    | -   | 2   |
| スコット・ウェイツ                 | 2    | 2   | 0   |
| ゲイリー・アンダーソン             | 2    | 0   | 2   |
| ピーター・ライト                   | 2    | 0   | 2   |
| レイトン・リース                   | 1    | 1   | -   |
| キース・デラー                     | 1    | 1   | 0   |
| ボブ・アンダーソン                 | 1    | 1   | 0   |
| リッチー・バーネット               | 1    | 1   | 0   |
| スティーブ・ビートン               | 1    | 1   | 0   |
| レス・ウォレス                     | 1    | 1   | -   |
| ジョン・ウォルトン                 | 1    | 1   | -   |
| トニー・デイビッド                 | 1    | 1   | -   |
| アンディ・フォーダム               | 1    | 1   | 0   |
| イェレ・クラーセン                 | 1    | 1   | 0   |
| マーク・ウェブスター               | 1    | 1   | 0   |
| クリスチャン・キスト               | 1    | 1   | 0   |
| スティーブン・バンティング         | 1    | 1   | 0   |
| スコット・ミッチェル               | 1    | 1   | 0   |
| ロブ・クロス                       | 1    | -   | 1   |
| ウェイン・ウォーレン               | 1    | 1   | -   |
| ガーウィン・プライス               | 1    | -   | 1   |
| マイケル・スミス                   | 1    | -   | 1   |
| ルーク・ハンフリーズ               | 1    | -   | 1   |

### 賞金
| 年   | 実際の賞金総額 | 実際の賞金総額 | チャンピオン | チャンピオン | 準優勝  | 準優勝   |
| 年   | BDO            | PDC            | BDO          | PDC          | BDO     | PDC      |
| ---- | -------------- | -------------- | ------------ | ------------ | ------- | -------- |
| 1978 | £10,500        | -              | £3,000       | -            | £1,700  | -        |
| 1979 | £15,000        | -              | £4,500       | -            | £2,000  | -        |
| 1980 | £15,000        | -              | £4,500       | -            | £2,000  | -        |
| 1981 | £23,300        | -              | £5,500       | -            | £2,500  | -        |
| 1982 | £28,000        | -              | £6,500       | -            | £3,000  | -        |
| 1983 | £33,050        | -              | £8,000       | -            | £3,500  | -        |
| 1984 | £38,500        | -              | £9,000       | -            | £4,000  | -        |
| 1985 | £43,000        | -              | £10,000      | -            | £5,000  | -        |
| 1986 | £52,500        | -              | £12,000      | -            | £6,000  | -        |
| 1987 | £60,300        | -              | £14,000      | -            | £7,000  | -        |
| 1988 | £71,600        | -              | £16,000      | -            | £8,000  | -        |
| 1989 | £86,900        | -              | £20,000      | -            | £10,000 | -        |
| 1990 | £153,200       | -              | £24,000      | -            | £12,000 | -        |
| 1991 | £110,500       | -              | £26,000      | -            | £13,000 | -        |
| 1992 | £119,500       | -              | £28,000      | -            | £14,000 | -        |
| 1993 | £128,500       | -              | £30,000      | -            | £15,000 | -        |
| 1994 | £136,100       | £64,000        | £32,000      | £16,000      | £16,000 | £8,000   |
| 1995 | £143,000       | £55,000        | £34,000      | £12,000      | £17,000 | £6,000   |
| 1996 | £150,000       | £62,500        | £36,000      | £14,000      | £18,000 | £7,000   |
| 1997 | £158,000       | £99,500        | £38,000      | £45,000      | £19,000 | £10,000  |
| 1998 | £166,000       | £72,500        | £40,000      | £20,000      | £20,000 | £10,000  |
| 1999 | £174,000       | £104,000       | £42,000      | £30,000      | £21,000 | £16,000  |
| 2000 | £182,000       | £111,000       | £44,000      | £31,000      | £22,000 | £16,400  |
| 2001 | £189,000       | £125,000       | £46,000      | £33,000      | £23,000 | £18,000  |
| 2002 | £197,000       | £201,000       | £48,000      | £50,000      | £24,000 | £25,000  |
| 2003 | £205,000       | £201,000       | £50,000      | £50,000      | £25,000 | £25,000  |
| 2004 | £201,000       | £257,000       | £50,000      | £50,000      | £25,000 | £25,000  |
| 2005 | £201,000       | £300,000       | £50,000      | £60,000      | £25,000 | £30,000  |
| 2006 | £211,000       | £532,000       | £60,000      | £100,000     | £25,000 | £50,000  |
| 2007 | £226,000       | £532,000       | £70,000      | £100,000     | £30,000 | £50,000  |
| 2008 | £246,000       | £605,000       | £85,000      | £100,000     | £30,000 | £50,000  |
| 2009 | £256,000       | £760,000       | £95,000      | £125,000     | £30,000 | £60,000  |
| 2010 | £261,000       | £1,025,000     | £100,000     | £200,000     | £30,000 | £100,000 |
| 2011 | £261,000       | £1,012,000     | £100,000     | £200,000     | £30,000 | £100,000 |
| 2012 | £258,000       | £1,003,000     | £100,000     | £200,000     | £30,000 | £100,000 |
| 2013 | £261,000       | £1,018,000     | £100,000     | £200,000     | £30,000 | £100,000 |
| 2014 | £300,000       | £1,080,000     | £100,000     | £250,000     | £35,000 | £100,000 |
| 2015 | £300,000       | £1,263,000     | £100,000     | £250,000     | £35,000 | £120,000 |
| 2016 | £300,000       | £1,515,000     | £100,000     | £300,000     | £35,000 | £150,000 |
| 2017 | £300,000       | £1,650,000     | £100,000     | £350,000     | £35,000 | £160,000 |
| 2018 | £300,000       | £1,800,000     | £100,000     | £400,000     | £35,000 | £170,000 |
| 2019 | £300,000       | £2,500,000     | £100,000     | £500,000     | £35,000 | £200,000 |
| 2020 | £164,000       | £2,500,000     | £23,000      | £500,000     | £10,000 | £200,000 |
| 2021 | -              | £2,500,000     | -            | £500,000     | -       | £200,000 |
| 2022 | -              | £2,500,000     | -            | £500,000     | -       | £200,000 |
| 2023 | -              | £2,500,000     | -            | £500,000     | -       | £200,000 |
| 2024 | -              | £2,500,000     | -            | £500,000     | -       | £200,000 |

### 会場と開催期間
会場と開催期間の情報は、以下の通りである。
ただし、開催期間中試合が行われなかった日もあるが、その日を開催日数から差し引いていない。
| 年   | 会場                                   | 会場                   | 使用ダーツボード | 使用ダーツボード    | 開始日          | 開始日          | 終了日          | 終了日          | 開催日数 | 開催日数 |
| 年   | BDO                                    | PDC                    | BDO              | PDC                 | BDO             | PDC             | BDO             | PDC             | BDO      | PDC      |
| ---- | -------------------------------------- | ---------------------- | ---------------- | ------------------- | --------------- | --------------- | --------------- | --------------- | -------- | -------- |
| 1978 | ハート・オヴ・ザ・ミッドランズ・クラブ |                        | 不明             |                     | 1978/02/06 (月) |                 | 1978/02/10 (金) |                 | 5        |          |
| 1979 | ジョリーズ・キャバレー・クラブ         |                        | 不明             |                     | 1979/02/02 (金) |                 | 1979/02/09 (金) |                 | 8        |          |
| 1980 | ジョリーズ・キャバレー・クラブ         |                        | 不明             |                     | 1980/02/02 (土) |                 | 1980/02/09 (土) |                 | 8        |          |
| 1981 | ジョリーズ・キャバレー・クラブ         |                        | 不明             |                     | 1981/01/10 (土) |                 | 1981/01/17 (土) |                 | 8        |          |
| 1982 | ジョリーズ・キャバレー・クラブ         |                        | 不明             |                     | 1982/01/09 (土) |                 | 1982/01/16 (土) |                 | 8        |          |
| 1983 | ジョリーズ・キャバレー・クラブ         |                        | 不明             |                     | 1983/01/01 (土) |                 | 1983/01/08 (土) |                 | 8        |          |
| 1984 | ジョリーズ・キャバレー・クラブ         |                        | 不明             |                     | 1983/12/31 (土) |                 | 1984/01/07 (土) |                 | 8        |          |
| 1985 | ジョリーズ・キャバレー・クラブ         |                        | 不明             |                     | 1985/01/05 (土) |                 | 1985/01/12 (土) |                 | 8        |          |
| 1986 | レイクサイド・カントリー・クラブ       |                        | 不明             |                     | 1986/01/04 (土) |                 | 1986/01/12 (日) |                 | 9        |          |
| 1987 | レイクサイド・カントリー・クラブ       |                        | 不明             |                     | 1987/01/09 (金) |                 | 1987/01/17 (土) |                 | 9        |          |
| 1988 | レイクサイド・カントリー・クラブ       |                        | 不明             |                     | 1988/01/09 (土) |                 | 1988/01/17 (日) |                 | 9        |          |
| 1989 | レイクサイド・カントリー・クラブ       |                        | 不明             |                     | 1989/01/06 (金) |                 | 1989/01/14 (土) |                 | 9        |          |
| 1990 | レイクサイド・カントリー・クラブ       |                        | 不明             |                     | 1990/01/05 (金) |                 | 1990/01/13 (土) |                 | 9        |          |
| 1991 | レイクサイド・カントリー・クラブ       |                        | 不明             |                     | 1991/01/04 (金) |                 | 1991/01/12 (土) |                 | 9        |          |
| 1992 | レイクサイド・カントリー・クラブ       |                        | 不明             |                     | 1992/01/03 (金) |                 | 199/01/11 (土)  |                 | 9        |          |
| 1993 | レイクサイド・カントリー・クラブ       |                        | 不明             |                     | 1993/01/01 (金) |                 | 199/01/09 (土)  |                 | 9        |          |
| 1994 | レイクサイド・カントリー・クラブ       | サーカス・タバーン     | 不明             | Harrows             | 1994/01/01 (土) | 1993/12/28 (火) | 1994/01/08 (土) | 1994/01/02 (日) | 8        | 6        |
| 1995 | レイクサイド・カントリー・クラブ       | サーカス・タバーン     | 不明             | NODOR SUPABULL      | 1995/01/01 (日) | 1994/12/27 (火) | 1995/01/08 (日) | 1995/01/02 (月) | 8        | 7        |
| 1996 | レイクサイド・カントリー・クラブ       | サーカス・タバーン     | 不明             | unicorn             | 1996/01/01 (月) | 1995/12/27 (水) | 1996/01/07 (日) | 1996/01/02 (火) | 7        | 7        |
| 1997 | レイクサイド・カントリー・クラブ       | サーカス・タバーン     | 不明             | Nodor SUPAWIRES     | 1997/01/04 (土) | 1996/12/27 (日) | 1997/01/12 (日) | 1997/01/05 (日) | 9        | 8        |
| 1998 | レイクサイド・カントリー・クラブ       | サーカス・タバーン     | 不明             | unicorn SUPAWIRES   | 1998/01/03 (土) | 1997/12/29 (月) | 1998/01/11 (日) | 1998/01/04 (日) | 9        | 7        |
| 1999 | レイクサイド・カントリー・クラブ       | サーカス・タバーン     | 不明             | unicorn             | 1999/01/01 (土) | 1998/12/28 (月) | 1999/01/10 (日) | 1999/01/03 (日) | 9        | 7        |
| 2000 | レイクサイド・カントリー・クラブ       | サーカス・タバーン     | 不明             | unicorn             | 2000/01/08 (土) | 1999/12/28 (火) | 2000/01/16 (日) | 2000/01/04 (火) | 9        | 8        |
| 2001 | レイクサイド・カントリー・クラブ       | サーカス・タバーン     | 不明             | unicorn             | 2001/01/06 (土) | 2000/12/28 (木) | 2001/01/14 (日) | 2001/01/03 (水) | 9        | 7        |
| 2002 | レイクサイド・カントリー・クラブ       | サーカス・タバーン     | 不明             | unicorn             | 2002/01/05 (土) | 2001/12/28 (金) | 2002/01/13 (日) | 2002/01/05 (土) | 9        | 9        |
| 2003 | レイクサイド・カントリー・クラブ       | サーカス・タバーン     | 不明             | unicorn ECLIPSE     | 2003/01/04 (土) | 2002/12/27 (金) | 2003/01/12 (日) | 2003/01/05 (日) | 9        | 10       |
| 2004 | レイクサイド・カントリー・クラブ       | サーカス・タバーン     | 不明             | unicorn ECLIPSE     | 2004/01/03 (土) | 2003/12/27 (土) | 2004/01/11 (日) | 2004/01/04 (日) | 9        | 9        |
| 2005 | レイクサイド・カントリー・クラブ       | サーカス・タバーン     | Winmau BLADE II  | unicorn ECLIPSE     | 2005/01/01 (土) | 2004/12/26 (日) | 2005/01/09 (日) | 2005/01/03 (月) | 9        | 9        |
| 2006 | レイクサイド・カントリー・クラブ       | サーカス・タバーン     | Winmau BLADE 3   | unicorn ECLIPSE PRO | 2006/01/07 (土) | 2005/12/19 (月) | 2006/01/15 (日) | 2006/01/02 (月) | 9        | 15       |
| 2007 | レイクサイド・カントリー・クラブ       | サーカス・タバーン     | Winmau BLADE 3   | unicorn ECLIPSE PRO | 2007/01/06 (土) | 2006/12/18 (月) | 2007/01/14 (日) | 2007/01/01 (月) | 9        | 15       |
| 2008 | レイクサイド・カントリー・クラブ       | アレクサンドラ・パレス | Winmau BLADE 3   | unicorn ECLIPSE PRO | 2008/01/05 (土) | 2007/12/17 (月) | 2008/01/13 (日) | 2008/01/01 (火) | 9        | 16       |
| 2009 | レイクサイド・カントリー・クラブ       | アレクサンドラ・パレス | Winmau BLADE 3   | unicorn ECLIPSE PRO | 2009/01/03 (土) | 2008/12/19 (金) | 2009/01/11 (日) | 2009/01/04 (日) | 9        | 17       |
| 2010 | レイクサイド・カントリー・クラブ       | アレクサンドラ・パレス | Winmau BLADE 3   | unicorn ECLIPSE PRO | 2010/01/02 (土) | 2009/12/18 (金) | 2010/01/10 (日) | 2010/01/03 (火) | 9        | 17       |
| 2011 | レイクサイド・カントリー・クラブ       | アレクサンドラ・パレス | Winmau BLADE 4   | unicorn ECLIPSE PRO | 2011/01/01 (土) | 2010/12/16 (木) | 2011/01/09 (日) | 2011/01/03 (月) | 9        | 19       |

収容人数
は、
- レイクサイド・カントリー・クラブ (1,100)
- サーカス・タバーン (800-900)
- アレクサンドラ・パレス (2,400-2,500超)

となっている。

### テレビ放送

#### イギリスでの放送
レイクサイドは、地上波の公共放送であるBBCで初回から放送されてきた。
しかし、当初は抜粋された録画放送された試合のみであり、全試合が生放送で見られるようになったのは、2005年からである。
PDC ワールド・チャンピオンシップは、衛星放送であるが、初回から全試合が生放送されてきた。
2009年からHDチャネル、通常チャネルの同時放送が行われるようになり、2011年から準決勝と決勝のみ3D放送もされるようになった。
イギリスにおけるBBCとSky Sportsで放送された決勝戦の視聴数は、以下の通り。
| 開催     | 視聴数    | 日時             | チャネル     | 週間順位 |
| -------- | --------- | ---------------- | ------------ | -------- |
| 1999 PDC | 200,000   | 1/3 (日) 19:00-  | Sky Sports 2 | 8        |
| 1999 BDO | 4,060,000 | 1/10 (日) 18:00- | BBC2         | 7        |
| 2000 PDC | 380,000   | 1/4 (火) 20:00-  | Sky Sports 2 | 3        |
| 2000 BDO | 3,700,000 | 1/16 (日) 17:55- | BBC2         | 10       |
| 2001 PDC | 420,000   | 1/3 (水) 20:00-  | Sky Sports 2 | 4        |
| 2001 BDO | 3,680,000 | 1/14 (日) 18:00- | BBC2         | 13       |
| 2002 PDC | 不明      | -                | Sky Sports   | -        |
| 2002 BDO | 2,460,000 | 1/3 (日) 18:00-  | BBC2         | 26       |
| 2003 PDC | 610,000   | 1/5 (日) 19:00-  | Sky Sports 2 | 5        |
| 2003 BDO | 2,810,000 | 1/12 (日) 17:30- | BBC2         | 24       |
| 2004 PDC | 820,000   | 1/4 (日) 19:00-  | Sky Sports 1 | 3        |
| 2004 BDO | 3,410,000 | 1/11 (日) 18:00- | BBC2         | 12       |
| 2005 PDC | 530,000   | 1/3 (月) 19:00-  | Sky Sports 1 | 1        |
| 2005 BDO | 2,550,000 | 1/9 (日) 18:00-  | BBC2         | 15       |
| 2006 PDC | 761,000   | 1/8 (日) 19:30-  | Sky Sports 2 | 1        |
| 2006 BDO | 3,620,000 | 1/15 (日) 18:00- | BBC2         | 3        |
| 2007 PDC | 1,028,000 | 1/8 (日) 19:30-  | Sky Sports 2 | 1        |
| 2007 BDO | 3,300,000 | 1/14 (日) 18:00- | BBC2         | 3        |
| 2008 PDC | 731,000   | 1/2 (木) 19:29-  | Sky Sports 1 | 5        |
| 2008 BDO | 3,011,000 | 1/13 (日) 17:55- | BBC2         | 7        |
| 2009 PDC | 827,000   | 1/4 (日) 19:00-  | Sky Sports 1 | 1        |
| 2009 BDO | 3,090,000 | 1/11 (日) 17:50- | BBC2         | 8        |
| 2010 PDC | 888,000   | 1/3 (日) 19:00-  | Sky Sports 1 | 3        |
| 2010 BDO | 3,100,000 | 1/10 (日) 17:45- | BBC2         | 3        |
| 2011 PDC | 920,000   | 1/3 (日) 19:06-  | Sky Sports 1 | 1        |
| 2011 BDO | 2,330,000 | 1/9 (日) 17:45-  | BBC2         | 14       |

#### 世界各国でのテレビ放送
オランダのSBS 6は、BDOとPDCのどちらのチャンピオンシップも放送している。
| - SBS 6 (オランダ) - EUROSPORT (一部) - BBC World (国際) | - SBS 6 (オランダ) - DSF (ドイツ) - Fox Sports (米国) - The Sports Network (カナダ) - Fox Sports (オーストラリア) - SuperSport (南アフリカ) - Ten Sports (インド) - 中国中央電視台 (中国) - Showtime (中東) - Ukraine TV (ウクライナ) - Sky (ニュージーランド) - IKO (ポーランド) - Starhub (シンガポール) - Sport1 (ハンガリー) - Mearsat (マレーシア) - 7TV (ロシア) - Measat (インドネシア) - J SPORTS (日本) |

### トーナメントの統計値

#### プレイヤー数と出身国数
以下は、本戦に参加するプレイヤー数と、プレイヤーの出身国数である。
参加人数の左が、イングランド、ウェールズ、スコットランド、北アイルランドを別としてみた数、右が、イギリスを1つとしてみた数である。
| 年と団体 | 参加人数 | 出身国数 | イギリス        | ヨーロッパ              | オセアニア | 北アメリカ | 南アメリカ | アフリカ | アジア  |
| -------- | -------- | -------- | --------------- | ----------------------- | ---------- | ---------- | ---------- | -------- | ------- |
| 1978 BDO | 16       | 8/6      | 8: 4, 2, 2      | 3: 1, 2                 | 2: 2       | 3: 2, 1    |            |          |         |
| 1979 BDO | 24       | 7/5      | 17: 9, 5, 3     | 2: 1, 1                 | 2: 2       | 3: 3       |            |          |         |
| 1980 BDO | 24       | 7/5      | 17: 11, 3, 3    | 1: 1                    | 2: 2       | 4: 3, 1    |            |          |         |
| 1981 BDO | 32       | 9/7      | 20: 12, 4, 4    | 3: 1, 1                 | 4: 4       | 5: 3, 2    |            |          |         |
| 1982 BDO | 32       | 10/7     | 18: 11, 2, 4, 1 | 3: 1, 1                 | 4: 4       | 7: 5, 2    |            |          |         |
| 1983 BDO | 32       | 10/7     | 21: 11, 6, 3, 1 | 3: 1, 1                 | 2: 2       | 6: 5, 1    |            |          |         |
| 1984 BDO | 32       | 12/9     | 19: 12, 4, 2, 1 | 5: 1, 1                 | 3: 3       | 5: 3, 2    |            |          |         |
| 1985 BDO | 32       | 10/7     | 20: 13, 3, 2, 2 | 5: 1, 2, 2              | 2: 2       | 5: 3, 2    |            |          |         |
| 1986 BDO | 32       | 10/7     | 21: 12, 4, 3, 2 | 4: 1, 2                 | 2: 2       | 5: 3, 2    |            |          |         |
| 1987 BDO | 32       | 10/7     | 21: 12, 5, 3, 1 | 4: 1, 2                 | 2: 2       | 5: 3, 2    |            |          |         |
| 1988 BDO | 32       | 11/8     | 18: 12, 2, 2    | 6: 3, 1, 1              | 3: 3       | 5: 3, 2    |            |          |         |
| 1989 BDO | 32       | 11/8     | 20: 14, 2, 3, 1 | 5: 2, 1, 1              | 2: 2       | 5: 3, 2    |            |          |         |
| 1990 BDO | 32       | 13/10    | 19: 13, 2, 3, 1 | 7: 1, 2, 1, 1           | 2: 2       | 4: 2, 2    |            |          |         |
| 1991 BDO | 32       | 12/10    | 20: 13, 4, 3    | 6: 1, 1                 | 2: 2       | 4: 2, 2    |            |          |         |
| 1992 BDO | 32       | 12/10    | 19: 14, 2, 3    | 8: 2, 1, 2, 1, 1        | 2: 2       | 3: 2, 1    |            |          |         |
| 1993 BDO | 32       | 12/9     | 21: 15, 2, 3, 1 | 5: 1, 2, 1, 1           | 3: 2, 1    | 3: 2, 1    |            |          |         |
| 1994 PDC | 24       | 4/3      | 16: 14, 2       | 1: 1                    |            | 7: 7       |            |          |         |
| 1994 BDO | 32       | 10/8     | 20: 12, 4, 4    | 6: 1, 3, 1              | 2: 2       | 4: 3, 1    |            |          |         |
| 1995 PDC | 24       | 4/3      | 17: 15, 2       | 1: 1                    |            | 6: 6       |            |          |         |
| 1995 BDO | 32       | 10/8     | 21: 15, 2, 4    | 6: 1, 2, 1, 2           | 3: 2, 1    | 2: 2       |            |          |         |
| 1996 PDC | 24       | 4/3      | 18: 17, 1       | 1: 1                    |            | 5: 5       |            |          |         |
| 1996 BDO | 32       | 11/8     | 13, 3, 2        | 2, 1, 3, 1              | 2          | 1, 1       |            |          |         |
| 1997 PDC | 24       | 3/2      | 18: 17, 1       |                         |            | 6: 6       |            |          |         |
| 1997 BDO | 32       | 9/6      | 23: 15, 4, 3, 1 | 4: 2, 2                 | 2: 2       | 3: 1, 2    |            |          |         |
| 1998 PDC | 24       | 4/3      | 19: 18, 1       |                         |            | 5: 4, 1    |            |          |         |
| 1998 BDO | 32       | 9/6      | 24: 16, 4, 3, 1 | 5: 1, 3, 1              | 2: 2       | 1: 1       |            |          |         |
| 1999 PDC | 32       | 4/3      | 24: 23, 1       |                         |            | 8: 6, 2    |            |          |         |
| 1999 BDO | 32       | 7/5      | 25: 18, 4, 3    | 4: 1, 3                 | 2: 2       | 1: 1       |            |          |         |
| 2000 PDC | 32       | 5/4      | 24: 23, 1       | 1: 1                    |            | 7: 5, 2    |            |          |         |
| 2000 BDO | 32       | 6/4      | 27: 22, 2, 3    | 2: 2                    | 2: 2       | 1: 1       |            |          |         |
| 2001 PDC | 32       | 6/4      | 25: 23, 1, 1    | 1: 1                    |            | 6: 3, 3    |            |          |         |
| 2001 BDO | 32       | 8/5      | 26: 22, 2, 1, 1 | 4: 1, 2                 | 2: 2       |            |            |          |         |
| 2002 PDC | 32       | 6/4      | 28: 26, 1, 1    | 1: 1                    |            | 3: 2, 1    |            |          |         |
| 2002 BDO | 32       | 10/8     | 20: 15, 1, 4    | 10: 2, 1, 2, 3, 1, 1    | 2: 2       |            |            |          |         |
| 2003 PDC | 32       | 7/5      | 28: 26, 1, 1    | 1: 1                    | 1: 1       | 2: 1, 1    |            |          |         |
| 2003 BDO | 32       | 11/9     | 21: 15, 3, 3    | 9: 1, 4, 1              | 2: 1, 1    |            |            |          |         |
| 2004 PDC | 32       | 7/4      | 29: 25, 2, 1, 1 | 2: 1, 1                 |            | 1: 1       |            |          |         |
| 2004 BDO | 32       | 8/6      | 22: 18, 1, 3    | 7: 1, 5, 1              | 3: 2, 1    |            |            |          |         |
| 2005 PDC | 48       | 10/8     | 38: 34, 2, 2    | 2: 2                    | 1: 1       | 5: 1, 3, 1 |            |          | 2: 1, 1 |
| 2005 BDO | 32       | 8/6      | 21: 16, 1, 4    | 8: 2, 5, 1              | 2: 2       | 1: 1       |            |          |         |
| 2006 PDC | 64       | 13/10    | 47: 41, 2, 2    | 7: 2, 3, 2              | 1: 1       | 7: 3, 1    |            |          | 2: 1, 1 |
| 2006 BDO | 32       | 7/6      | 20: 16, 4       | 11: 1, 2, 1, 7          | 1: 1       |            |            |          |         |
| 2007 PDC | 64       | 15/13    | 44: 40, 3, 1    | 8: 1, 4, 1, 1           | 3: 2, 1    | 6: 2, 4    |            | 1: 1     | 2: 1, 1 |
| 2007 BDO | 31       | 7/5      | 21: 16, 2, 3    | 10: 1, 7, 1             | 1: 1       |            |            |          |         |
| 2008 PDC | 68       | 18/16    | 40: 37, 2, 1    | 14: 2, 9, 1, 1, 1       | 3: 1, 2    | 6: 2, 3, 1 |            | 1: 1     | 4: 1, 1 |
| 2008 BDO | 32       | 6/4      | 23: 16, 2, 5    | 6: 6                    | 2: 2       | 1: 1       |            |          |         |
| 2009 PDC | 70       | 21/18    | 42: 37, 1, 3    | 16: 1, 8, 1, 2, 1, 1    | 3: 2, 1    | 4: 2, 2    | 1: 1       | 1: 1     | 3: 1, 1 |
| 2009 BDO | 32       | 9/6      | 24: 16, 4, 3, 1 | 6: 1, 3, 1, 1           | 2: 2       |            |            |          |         |
| 2010 PDC | 72       | 21/18    | 38: 33, 2, 1    | 22: 1, 8, 3, 2, 1, 1    | 4: 2, 2    | 4: 2, 2    | 1: 1       | 1: 1     | 2: 1, 1 |
| 2010 BDO | 32       | 8/5      | 26: 20, 1, 4, 1 | 5: 1, 3, 1              | 1: 1       |            |            |          |         |
| 2011 PDC | 72       | 24/21    | 44: 36, 3, 2    | 16: 1, 6, 3, 1, 2, 1, 1 | 4: 3, 1    | 3: 2, 1    | 1: 1       | 1: 1     | 3: 1, 1 |
| 2011 BDO | 32       | 5/3      | 28: 24, 1, 3    | 4: 3, 1                 |            |            |            |          |         |

#### トーナメント全体の平均値
以下は、各トーナメントで行われた全試合の平均値である。
| 開催     | 母集団 (ラスト) | 70+ | 75+ | 80+ | 85+ | 90+ | 95+ | 100+ |
| -------- | --------------- | --- | --- | --- | --- | --- | --- | ---- |
| 1978 BDO | 16              | 13  | 11  | 4   | 3   | 2   | 0   | 0    |
| 1979 BDO | 24              | 22  | 13  | 7   | 4   | 0   | 0   | 0    |
| 1980 BDO | 24              | 23  | 21  | 11  | 4   | 0   | 0   | 0    |
| 1981 BDO | 32              | 28  | 24  | 15  | 4   | 0   | 0   | 0    |
| 1982 BDO | 32              | 29  | 24  | 11  | 4   | 0   | 0   | 0    |
| 1983 BDO | 32              | 29  | 27  | 16  | 7   | 2   | 0   | 0    |
| 1984 BDO | 32              | 30  | 27  | 20  | 10  | 3   | 0   | 0    |
| 1985 BDO | 32              | 31  | 30  | 25  | 13  | 5   | 0   | 0    |
| 1986 BDO | 32              | 32  | 30  | 24  | 10  | 1   | 0   | 0    |
| 1987 BDO | 32              | 32  | 30  | 22  | 12  | 5   | 0   | 0    |
| 1988 BDO | 32              | 32  | 32  | 28  | 15  | 1   | 1   | 0    |
| 1989 BDO | 32              | 32  | 31  | 26  | 17  | 4   | 0   | 0    |
| 1990 BDO | 32              | 32  | 27  | 24  | 15  | 2   | 0   | 0    |
| 1991 BDO | 32              | 32  | 31  | 25  | 13  | 4   | 1   | 0    |
| 1992 BDO | 32              | 31  | 30  | 24  | 17  | 5   | 1   | 0    |
| 1993 BDO | 32              | 32  | 30  | 29  | 24  | 11  | 3   | 0    |
| 1994 PDC | 24              | 24  | 23  | 22  | 13  | 2   | 0   | 0    |
| 1994 BDO | 32              | 32  | 31  | 26  | 12  | 0   | 0   | 0    |
| 1995 PDC | 24              | 24  | 24  | 20  | 11  | 3   | 0   | 0    |
| 1995 BDO | 32              | 32  | 32  | 29  | 17  | 8   | 1   | 0    |
| 1996 PDC | 22              | 22  | 22  | 17  | 6   | 2   | 1   | 0    |
| 1996 BDO | 32              | 32  | 30  | 27  | 22  | 9   | 0   | 0    |
| 1997 PDC | 22              | 22  | 21  | 19  | 8   | 2   | 0   | 0    |
| 1997 BDO | 32              | 32  | 30  | 27  | 22  | 6   | 2   | 0    |
| 1998 PDC | 24              | 24  | 22  | 18  | 6   | 3   | 1   | 0    |
| 1998 BDO | 32              | 32  | 32  | 32  | 23  | 12  | 2   | 0    |
| 1999 PDC | 32              | 29  | 29  | 23  | 15  | 6   | 1   | 0    |
| 1999 BDO | 32              | 32  | 32  | 32  | 28  | 17  | 5   | 0    |
| 2000 PDC | 32              | 32  | 29  | 25  | 14  | 7   | 1   | 1    |
| 2000 BDO | 32              | 32  | 32  | 32  | 22  | 12  | 1   | 0    |
| 2001 PDC | 32              | 31  | 31  | 29  | 22  | 10  | 2   | 1    |
| 2001 BDO | 32              | 32  | 32  | 31  | 28  | 18  | 3   | 0    |
| 2002 PDC | 32              | 32  | 32  | 31  | 21  | 8   | 2   | 1    |
| 2002 BDO | 32              | 32  | 31  | 29  | 24  | 11  | 1   | 1    |
| 2003 PDC | 32              | 32  | 31  | 30  | 22  | 8   | 2   | 0    |
| 2003 BDO | 32              | 32  | 32  | 31  | 23  | 10  | 2   | 0    |
| 2004 PDC | 32              | 32  | 32  | 28  | 18  | 7   | 1   | 0    |
| 2004 BDO | 32              | 32  | 32  | 29  | 21  | 10  | 2   | 0    |
| 2005 PDC | 48              | 47  | 44  | 40  | 25  | 9   | 1   | 0    |
| 2005 BDO | 32              | 32  | 31  | 30  | 22  | 7   | 2   | 0    |
| 2006 PDC | 32              | 32  | 32  | 29  | 24  | 11  | 3   | 1    |
| 2006 BDO | 32              | 32  | 32  | 29  | 18  | 8   | 0   | 0    |
| 2007 PDC | 64              | 62  | 57  | 50  | 33  | 12  | 3   | 1    |
| 2007 BDO | 31              | 31  | 31  | 31  | 22  | 7   | 0   | 0    |
| 2008 PDC | 68              | 64  | 62  | 54  | 43  | 20  | 0   | 0    |
| 2008 BDO | 32              | 32  | 31  | 25  | 17  | 6   | 1   | 0    |
| 2009 PDC | 70              | 69  | 68  | 62  | 46  | 27  | 4   | 2    |
| 2009 BDO | 32              | 30  | 28  | 26  | 18  | 9   | 0   | 0    |
| 2010 PDC | 72              | 71  | 68  | 59  | 42  | 28  | 8   | 3    |
| 2010 BDO | 32              | 31  | 30  | 28  | 17  | 6   | 0   | 0    |
| 2011 PDC | 72              | 72  | 72  | 68  | 49  | 28  | 6   | 1    |
| 2011 BDO | 32              | 32  | 31  | 29  | 19  | 4   | 0   | 0    |

##### トーナメント平均値上位記録
| 順位 | PDC                          | 平均値 | 年   |  | BDO                                | 平均値 | 年   |
| ---- | ---------------------------- | ------ | ---- |  | ---------------------------------- | ------ | ---- |
| 1    | マイケル・ヴァン・ガーウェン | 106.32 | 2017 |  | レイモンド・ファン・バルネフェルト | 100.88 | 2002 |
| 2    | マイケル・ヴァン・ガーウェン | 104.68 | 2016 |  | レイモンド・ファン・バルネフェルト | 97.96  | 2004 |
| 3    | フィル・テイラー             | 104.63 | 2010 |  | レイモンド・ファン・バルネフェルト | 97.62  | 2003 |
| 4    | エイドリアン・ルイス         | 104.19 | 2010 |  | レイモンド・ファン・バルネフェルト | 97.49  | 2005 |
| 5    | フィル・テイラー             | 104.08 | 2009 |  | グレン・デュラント                 | 97.42  | 2015 |

## ウィメンズ・ワールド・チャンピオンシップ
ここでは、BDO ワールド・プロフェッショナル・ダーツ・チャンピオンシップスの女子部門と、PDC ウィメンズ・ワールド・チャンピオンシップについて、説明する。
両者とも女子プレイヤー限定のトーナメントといえども、様々な違いが存在する。

### 決勝戦の結果

#### 2001年から2009年まで
2001年にBDOが、初めて女子プレイヤー限定のワールド・チャンピオンシップを開催した。
これ以降、BDOのイヴェントは、男女それぞれの部が存在するようになり、名前もこの年から"BDO ワールド・プロフェッショナル・ダーツ・チャンピオンシップス"と、複数形になる。
| 年   | チャンピオン                 | スコア | 準優勝                     |
| ---- | ---------------------------- | ------ | -------------------------- |
| 2001 | トリナ・ガリバー             | 2-1    | マンディー・ソロモンズ     |
| 2002 | トリナ・ガリバー             | 2-1    | フランシス・フーンセラール |
| 2003 | トリナ・ガリバー             | 2-0    | アン・カーク               |
| 2004 | トリナ・ガリバー             | 2-0    | フランシス・フーンセラール |
| 2005 | トリナ・ガリバー             | 2-0    | フランシス・フーンセラール |
| 2006 | トリナ・ガリバー             | 2-0    | フランシス・フーンセラール |
| 2007 | トリナ・ガリバー             | 2-1    | フランシス・フーンセラール |
| 2008 | アナスタシア・ドブロミスロワ | 2-0    | トリナ・ガリバー           |
| 2009 | フランシス・フーンセラール   | 2-1    | トリナ・ガリバー           |

決勝戦の形式は、ベスト・オヴ・3・セッツである。

#### 2010年以降
PDCがBDOを買収するという提案をBDOが拒否したことにより、PDCは2010年に新たな3つのトーナメントを導入した。
そのうちの1つが、女子プレイヤー限定のPDC ウィメンズ・ワールド・チャンピオンシップである。
PDC ウィメンズ・ワールド・チャンピオンシップが、初開催となった2010年は、BDOのウィメンズにも参加したプレイヤーもいた。
また、2010 PDC ウィメンズ・ワールド・チャンピオンシップの賞金総額は、2010年のBDOよりも2.5倍多く、チャンピオンの賞金は、BDOが£6,000に対しPDCが£10,000であった。
2011年のBDO ウィメンズは、チャンピオンの賞金のみ、2010年のPDC ウィメンズ・チャンピオンの賞金と、同額に設定された。
2020年のBDOの清算によってBDOワールド・プロフェッショナル・ダーツ・チャンピオンシップスの開催が終了すると、自動的にBDOからのウィメンズ・ワールド・チャンピオンも途絶えた。したがって、2023年現在、女子プレイヤーのワールド・チャンピオンを決定する大会は、WDF ワールド・ダーツ・チャンピオンシップのウィメンズのみとなっている。
| 年   | チャンピオン                 | スコア | 準優勝                       |
| ---- | ---------------------------- | ------ | ---------------------------- |
| 2010 | トリナ・ガリバー             | 2-0    | リアン・エドワーズ           |
| 2011 | トリナ・ガリバー             | 2-0    | リアン・エドワーズ           |
| 2012 | アナスタシア・ドブロミスロワ | 2-1    | デタ・ヘッドマン             |
| 2013 | アナスタシア・ドブロミスロワ | 2-1    | リサ・アシュトン             |
| 2014 | リサ・アシュトン             | 3-2    | デタ・ヘッドマン             |
| 2015 | リサ・アシュトン             | 3-1    | ファロン・シャーロック       |
| 2016 | トリナ・ガリバー             | 3-2    | デタ・ヘッドマン             |
| 2017 | リサ・アシュトン             | 3-0    | コリーヌ・ハモンド           |
| 2018 | リサ・アシュトン             | 3-1    | アナスタシア・ドブロミスロワ |
| 2019 | 鈴木未来                     | 3-0    | ロレイン・ウィンスタンリー   |
| 2020 | 鈴木未来                     | 3-0    | リサ・アシュトン             |

| 年   | チャンピオン             | スコア | 準優勝           |
| ---- | ------------------------ | ------ | ---------------- |
| 2010 | ステイシー・ブランバーグ | 6-5    | トリシア・ライト |

#### 決勝戦の平均値
以下は、それぞれの年の決勝戦における平均値である。
試合形式は、上の決勝戦の結果 (2001-2009, 2010-) を参照。
| 開催     | チャンピオン | 準優勝 | チャンピオン                 | スコア | 準優勝                       |
| -------- | ------------ | ------ | ---------------------------- | ------ | ---------------------------- |
| 2001 BDO | 83.97        | 79.11  | トリナ・ガリバー             | 2-1    | マンディー・ソロモンズ       |
| 2002 BDO | 84.36        | 82.95  | トリナ・ガリバー             | 2-1    | フランシス・フーンセラール   |
| 2003 BDO | 84.93        | 70.20  | トリナ・ガリバー             | 2-0    | アン・カーク                 |
| 2004 BDO | 87.03        | 85.44  | トリナ・ガリバー             | 2-0    | フランシス・フーンセラール   |
| 2005 BDO | 79.68        | 73.89  | トリナ・ガリバー             | 2-0    | フランシス・フーンセラール   |
| 2006 BDO | 73.80        | 70.26  | トリナ・ガリバー             | 2-0    | フランシス・フーンセラール   |
| 2007 BDO | 80.61        | 79.23  | トリナ・ガリバー             | 2-1    | フランシス・フーンセラール   |
| 2008 BDO | 81.54        | 71.64  | アナスタシア・ドブロミスロワ | 2-0    | トリナ・ガリバー             |
| 2009 BDO | 77.39        | 75.19  | フランシス・フーンセラール   | 2-1    | トリナ・ガリバー             |
| 2010 BDO | 80.52        | 68.25  | トリナ・ガリバー             | 2-0    | リアン・エドワーズ           |
| 2010 PDC | 65.61        | 63.24  | ステイシー・ブランバーグ     | 6-5    | トリシア・ライト             |
| 2011 BDO | 73.95        | 73.86  | トリナ・ガリバー             | 2-0    | リアン・エドワーズ           |
| 2012 BDO | 73.95        | 74.13  | アナスタシア・ドブロミスロワ | 2-1    | デタ・ヘッドマン             |
| 2013 BDO | 82.29        | 80.40  | アナスタシア・ドブロミスロワ | 2-1    | リサ・アシュトン             |
| 2014 BDO | 84.81        | 77.79  | リサ・アシュトン             | 3-2    | デタ・ヘッドマン             |
| 2015 BDO | 83.22        | 83.76  | リサ・アシュトン             | 3-1    | ファロン・シャーロック       |
| 2016 BDO | 72.93        | 75.51  | トリナ・ガリバー             | 3-2    | デタ・ヘッドマン             |
| 2017 BDO | 81.81        | 73.53  | リサ・アシュトン             | 3-0    | コリーヌ・ハモンド           |
| 2018 BDO | 89.80        | 81.83  | リサ・アシュトン             | 3-1    | アナスタシア・ドブロミスロワ |
| 2019 BDO | 90.12        | 78.82  | 鈴木未来                     | 3-0    | ロレイン・ウィンスタンリー   |
| 2020 BDO | 83.39        | 85.00  | 鈴木未来                     | 3-0    | リサ・アシュトン             |

#### ウィメンズ・ワールド・チャンピオンシップの優勝回数
以下は、2020年の両ワールド・チャンピオンシップが終わった時点での統計である。
| プレイヤー                   | 合計 | BDO | PDC |
| ---------------------------- | ---- | --- | --- |
| トリナ・ガリバー             | 10   | 10  | -   |
| リサ・アシュトン             | 4    | 4   | -   |
| アナスタシア・ドブロミスロワ | 3    | 3   | 0   |
| 鈴木未来                     | 2    | 2   | -   |
| フランシス・フーンセラール   | 1    | 1   | -   |
| ステイシー・ブランバーグ     | 1    | 0   | 1   |

### 賞金
| 年   | 賞金総額 | 賞金総額 | チャンピオン | チャンピオン | 準優勝 | 準優勝 |
| 年   | BDO      | PDC      | BDO          | PDC          | BDO    | PDC    |
| ---- | -------- | -------- | ------------ | ------------ | ------ | ------ |
| 2001 | £8,000   | -        | £4,000       | -            | £2,000 | -      |
| 2002 | £8,000   | -        | £4,000       | -            | £2,000 | -      |
| 2003 | £10,000  | -        | £4,000       | -            | £2,000 | -      |
| 2004 | £10,000  | -        | £4,000       | -            | £2,000 | -      |
| 2005 | £10,000  | -        | £4,000       | -            | £2,000 | -      |
| 2006 | £12,000  | -        | £6,000       | -            | £2,000 | -      |
| 2007 | £12,000  | -        | £6,000       | -            | £2,000 | -      |
| 2008 | £12,000  | -        | £6,000       | -            | £2,000 | -      |
| 2009 | £12,000  | -        | £6,000       | -            | £2,000 | -      |
| 2010 | £12,000  | £30,000  | £6,000       | £10,000      | £2,000 | £5,000 |
| 2011 | £16,000  | -        | £10,000      | -            | £2,000 | -      |
| 2012 | £16,000  | -        | £10,000      | -            | £2,000 | -      |
| 2013 | £16,000  | -        | £10,000      | -            | £2,000 | -      |
| 2014 | £29,000  | -        | £12,000      | -            | £5,000 | -      |
| 2015 | £29,000  | -        | £12,000      | -            | £5,000 | -      |
| 2016 | £29,000  | -        | £12,000      | -            | £5,000 | -      |
| 2017 | £29,000  | -        | £12,000      | -            | £5,000 | -      |
| 2018 | £29,000  | -        | £12,000      | -            | £5,000 | -      |
| 2019 | £29,000  | -        | £12,000      | -            | £5,000 | -      |
| 2020 | £26,500  | -        | £10,000      | -            | £4,500 | -      |

PDCのウィメンズにおける決勝戦出場者には、上記の賞金に加えてグランド・スラム・オヴ・ダーツの出場権への招待され、また2011年と2012年のPDC ProTourのカード・ホルダーにもなれ、Rileysによるスポンサーシップも受けられる。

### 会場と開催期間
BDOのウィメンズ・チャンピオンシップは、メンズと同じイヴェント内で行われるため、会場も開催期間も基本的にメンズと同じである。
しかし、女子の試合が行われない日があったり、決勝戦は、男子の準々決勝や準決勝の日に行われるなど、実質的な開催期間は、男子のものより短い。
PDC ウィメンズ・ワールド・チャンピオンシップの初開催である2010年は、予選を勝ち抜いてきた32人が、6月12日(土)にバーンズリー・メトゥロウドウムにおいて、準決勝までを行い、7月25日にブラックプールのウィンター・ガーデンズにおいて、ワールド・マッチプレイの決勝戦の前に、このウィメンズ・ワールド・チャンピオンシップの決勝戦を行った。

### テレビ放送

#### イギリスでの放送
BDOのウィメンズ・チャンピオンシップについては、2005年よりBBC Twoで全試合が、放送されるようになった。
PDC ウィメンズ・ワールド・チャンピオンシップは、Sky Sportsで決勝戦のみ放送される (HDチャネル、通常チャネルの同時放送)。

### トーナメントの統計値

#### プレイヤー数と出身国数
以下は、本戦に参加するプレイヤー数と、プレイヤーの出身国数である。
参加人数の左が、イングランド、ウェールズ、スコットランド、北アイルランドを別としてみた数、右が、イギリスを1つとしてみた数である。
| 年と団体 | 参加人数 | 参加国数 | イギリス        | ヨーロッパ | オセアニア | 北アメリカ | 南アメリカ | アフリカ | アジア |
| -------- | -------- | -------- | --------------- | ---------- | ---------- | ---------- | ---------- | -------- | ------ |
| 2001 BDO | 4        | 2/2      | 3: 3            | 1: 1       |            |            |            |          |        |
| 2002 BDO | 8        | 5/4      | 5: 3, 2         | 2: 1, 1    |            | 1: 1       |            |          |        |
| 2003 BDO | 8        | 4/2      | 5: 2, 1         | 3: 3       |            |            |            |          |        |
| 2004 BDO | 8        | 4/3      | 4: 3, 1         | 4: 1, 3    |            |            |            |          |        |
| 2005 BDO | 8        | 5/3      | 5: 3, 1, 1      | 3: 1, 2    |            |            |            |          |        |
| 2006 BDO | 8        | 4/3      | 5: 4, 1         | 3: 2, 1    |            |            |            |          |        |
| 2007 BDO | 8        | 5/5      | 2: 2            | 5: 1, 3, 1 | 1: 1       |            |            |          |        |
| 2008 BDO | 8        | 4/3      | 4: 3, 1         | 4: 3, 1    |            |            |            |          |        |
| 2009 BDO | 8        | 4/2      | 4: 2, 1, 1      | 4: 4       |            |            |            |          |        |
| 2010 BDO | 8        | 4/3      | 6: 4, 2         | 2: 1, 1    |            |            |            |          |        |
| 2010 PDC | 32       | 13/10    | 20: 16, 1, 2, 1 | 8: 1, 2, 3 | 1: 1       | 2: 1, 1    |            |          | 1: 1   |
| 2011 BDO | 8        | 4/3      | 6: 4, 2         | 2: 1, 1    |            |            |            |          |        |

#### トーナメント全体の平均値
以下は、各トーナメントで行われた全試合の平均値である。
| 開催     | 母集団 (ラスト) | 65+  | 70+  | 75+  | 80+  | 85+  | 90+  | 95+  | 100+ |
| -------- | --------------- | ---- | ---- | ---- | ---- | ---- | ---- | ---- | ---- |
| 2001 BDO | 4               | 4    | 3    | 3    | 2    | 1    | 0    | 0    | 0    |
| 2002 BDO | 8               | 5    | 4    | 2    | 1    | 0    | 0    | 0    | 0    |
| 2003 BDO | 8               | 6    | 5    | 1    | 1    | 0    | 0    | 0    | 0    |
| 2004 BDO | 8               | 8    | 5    | 4    | 3    | 1    | 0    | 0    | 0    |
| 2005 BDO | 8               | 7    | 4    | 2    | 0    | 0    | 0    | 0    | 0    |
| 2006 BDO | 8               | 7    | 5    | 2    | 1    | 1    | 0    | 0    | 0    |
| 2007 BDO | 8               | 8    | 5    | 3    | 1    | 0    | 0    | 0    | 0    |
| 2008 BDO | 8               | 6    | 3    | 1    | 0    | 0    | 0    | 0    | 0    |
| 2009 BDO | 8               | 8    | 4    | 3    | 0    | 0    | 0    | 0    | 0    |
| 2010 BDO | 8               | 7    | 6    | 2    | 1    | 0    | 0    | 0    | 0    |
| 2010 PDC | -               | 不明 | 不明 | 不明 | 不明 | 不明 | 不明 | 不明 | 不明 |
| 2011 BDO | 8               | 6    | 5    | 1    | 0    | 0    | 0    | 0    | 0    |

## ワールド・ユース・チャンピオンシップ
ここでは、PDC ワールド・ユース・チャンピオンシップと、BDO ワールド・プロフェッショナル・ダーツ・チャンピオンシップスのユース部門ついて解説する。
現在、ワールド・ユース・チャンピオンシップは、PDCのこのトーナメントにしか無く、BDOのトーナメントでは2015年から最終開催となる2020年まで行われていた。
WDFのユース・トーナメントには、WDF ワールド・カップやワールド・マスターズ、WDF ワールド・ダーツ・チャンピオンシップのボーイズやガールズなどがあるが、「ユース」として男女の区別無しにチャンピオンシップを開催しているのはPDCのみである。
PDCのトーナメントは、賞金総額や各ラウンドのレッグズ数、決勝戦のみ別会場でテレビ放送もされる点など、PDC ウィメンズ・ワールド・チャンピオンシップと設定がほとんど同じである。
しかし、ウィメンズ・チャンピオンとの扱われ方は、少々異なっており、PDCのウェブサイトのRoll of Honourでは、PDC Major Championsにウィメンズ・ワールド・チャンピオンシップは、入っているのに対し、このトーナメントは、入っていない。
また、このトーナメントの初代チャンピオンであるアーロン・モンクのスポンサーシップを行っているユニコーンも、決勝が同日に行われた2011 PDC ワールド・ダーツ・チャンピオンシップにおいて、初のチャンピオンになった同じくユニコーンのスポンサーシップを受けているエイドリアン・ルイスは、Maestro PremierからWorld Championsにグループが変わったが、アーロン・モンクは、Generation 180から変わっていない。

### 決勝の結果
2011年から2014年まで
PDCにおけるワールド・ユース・チャンピオンシップは、2011年に初めて開催された。
| 年   | チャンピオン         | スコア | 準優勝                       |
| ---- | -------------------- | ------ | ---------------------------- |
| 2011 | アーロン・モンク     | 6-4    | マイケル・ヴァン・ガーウェン |
| 2012 | ジェームズ・ハバード | 6-3    | マイケル・ヴァン・ガーウェン |
| 2013 | マイケル・スミス     | 6-1    | リッキー・エヴァンス         |
| 2014 | キーガン・ブラウン   | 6-4    | ロウビー=ジョン・ロドリゲス  |

決勝戦の形式は、ベスト・オヴ・11・レッグズである。

#### 2015年以降
2015年より、BDOもワールド・チャンピオンシップにユース部門を設ける。これにより、BDOからは毎年3人のワールド・チャンピオンが誕生することとなった。
| 年   | チャンピオン                   | スコア | 準優勝                   |
| ---- | ------------------------------ | ------ | ------------------------ |
| 2015 | マックス・ホップ               | 6-5    | ネーザン・アスピナル     |
| 2016 | コーリー・キャドビー           | 6-2    | ベリー・ヴァン・ピアー   |
| 2017 | ディミトリ・バン・デン・バーグ | 6-3    | ジョシュ・ペイン         |
| 2018 | ディミトリ・バン・デン・バーグ | 2-1    | マーティン・シンドラー   |
| 2019 | ルーク・ハンフリーズ           | 6-0    | アダム・ゴーラス         |
| 2020 | ブラドリー・ブルックス         | 6-5    | ジョー・デイビス         |
| 2021 | テッド・エベッツ               | 6-4    | ネイサン・ラファティ     |
| 2022 | ジョシュ・ロック               | 6-1    | ネイサン・ガーバン       |
| 2023 | ルーク・リトラー               | 6-4    | ジャン・ヴァン・ヴィーン |

| 年   | チャンピオン                   | スコア | 準優勝               |
| ---- | ------------------------------ | ------ | -------------------- |
| 2015 | コリン・ロエロフス             | 3-0    | ハリー・ウォード     |
| 2016 | ジョシュア・リチャードソン     | 3-2    | ジョーダン・ボイス   |
| 2017 | ジャスティン・ファン・テルゴー | 3-0    | ネイサン・ガーバン   |
| 2018 | ジャスティン・ファン・テルゴー | 3-1    | キリアン・ヘファナン |
| 2019 | レイトン・ベネット             | 3-0    | ネイサン・ガーバン   |
| 2020 | キーン・バリー                 | 3-0    | レイトン・ベネット   |

#### 決勝戦の平均値
以下は、それぞれの年の決勝戦における平均値である。
| 開催     | チャンピオン | 準優勝 | チャンピオン                   | スコア | 準優勝                       |
| -------- | ------------ | ------ | ------------------------------ | ------ | ---------------------------- |
| 2011 PDC | 93.03        | 87.06  | アーロン・モンク               | 6-4    | マイケル・ヴァン・ガーウェン |
| 2012 PDC | 95.18        | 92.29  | ジェームズ・ハバード           | 6-3    | マイケル・ヴァン・ガーウェン |
| 2013 PDC | 89.13        | 79.26  | マイケル・スミス               | 6-1    | リッキー・エヴァンス         |
| 2014 PDC | 85.67        | 79.80  | キーガン・ブラウン             | 6-4    | ロウビー=ジョン・ロドリゲス  |
| 2015 PDC | 86.97        | 88.48  | マックス・ホップ               | 6-5    | ネーザン・アスピナル         |
| 2015 BDO | 76.41        | 70.68  | コリン・ロエロフス             | 3-0    | ハリー・ウォード             |
| 2016 PDC | 98.35        | 86.92  | コーリー・キャドビー           | 6-2    | ベリー・ヴァン・ピアー       |
| 2016 BDO | 75.09        | 69.63  | ジョシュア・リチャードソン     | 3-2    | ジョーダン・ボイス           |
| 2017 PDC | 101.23       | 92.11  | ディミトリ・バン・デン・バーグ | 6-3    | ジョシュ・ペイン             |
| 2017 BDO | 88.20        | 74.55  | ジャスティン・ファン・テルゴー | 3-0    | ネイサン・ガーバン           |
| 2018 PDC | 100.04       | 91.60  | ディミトリ・バン・デン・バーグ | 6-3    | マーティン・シンドラー       |
| 2018 BDO | 93.04        | 82.28  | ジャスティン・ファン・テルゴー | 3-1    | キリアン・ヘファナン         |
| 2019 PDC | 92.97        | 78.42  | ルーク・ハンフリーズ           | 6-0    | アダム・ゴーラス             |
| 2019 BDO | 86.64        | 76.56  | レイトン・ベネット             | 3-0    | ネイサン・ガーバン           |
| 2020 PDC | 81.63        | 78.16  | ブラドリー・ブルックス         | 6-5    | ジョー・デイビス             |
| 2020 BDO | 90.54        | 84.24  | キーン・バリー                 | 3-0    | レイトン・ベネット           |
| 2021 PDC | 95.44        | 93.66  | テッド・エベッツ               | 6-4    | ネイサン・ラファティ         |
| 2022 PDC | 104.13       | 89.12  | ジョシュ・ロック               | 6-1    | ネイサン・ガーバン           |
| 2023 PDC | 102.16       | 97.48  | ルーク・リトラー               | 6-4    | ジャン・ヴァン・ヴィーン     |

#### ワールド・ユース・チャンピオンシップの優勝回数
以下は、2023年の両ワールド・チャンピオンシップが終わった時点での統計である。
| プレイヤー                     | 合計 | PDC | BDO |
| ------------------------------ | ---- | --- | --- |
| ディミトリ・バン・デン・バーグ | 2    | 2   | -   |
| ジャスティン・ファン・テルゴー | 2    | 0   | 2   |
| アーロン・モンク               | 1    | 1   | -   |
| ジェームズ・ハバード           | 1    | 1   | -   |
| マイケル・スミス               | 1    | 1   | -   |
| キーガン・ブラウン             | 1    | 1   | -   |
| マックス・ホップ               | 1    | 1   | -   |
| コリン・ロエロフス             | 1    | 0   | 1   |
| コーリー・キャドビー           | 1    | 1   | -   |
| ジョシュア・リチャードソン     | 1    | 0   | 1   |
| ルーク・ハンフリーズ           | 1    | 1   | -   |
| レイトン・ベネット             | 1    | 0   | 1   |
| ブラドリー・ブルックス         | 1    | 1   | 0   |
| キーン・バリー                 | 1    | 0   | 1   |
| テッド・エベッツ               | 1    | 1   | -   |
| ジョシュ・ロック               | 1    | 1   | -   |
| ルーク・リトラー               | 1    | 1   | -   |

### 賞金
| 年   | 賞金総額 | 賞金総額 | チャンピオン | チャンピオン | 準優勝 | 準優勝 |
| 年   | PDC      | BDO      | PDC          | BDO          | PDC    | BDO    |
| ---- | -------- | -------- | ------------ | ------------ | ------ | ------ |
| 2011 | £30,000  | -        | £10,000      | -            | £5,000 | -      |
| 2012 | £30,000  | -        | £10,000      | -            | £5,000 | -      |
| 2013 | £40,000  | -        | £10,000      | -            | £5,000 | -      |
| 2014 | £50,000  | -        | £10,000      | -            | £5,000 | -      |
| 2015 | £50,000  | £10,000  | £10,000      | £5,000       | £5,000 | £2,000 |
| 2016 | £50,000  | £10,000  | £10,000      | £5,000       | £5,000 | £2,000 |
| 2017 | £50,000  | £10,000  | £10,000      | £5,000       | £5,000 | £2,000 |
| 2018 | £60,000  | £10,000  | £10,000      | £5,000       | £5,000 | £2,000 |
| 2019 | £60,000  | £10,000  | £10,000      | £5,000       | £5,000 | £2,000 |
| 2020 | £60,000  | £10,000  | £10,000      | £5,000       | £5,000 | £2,000 |
| 2021 | £45,000  | -        | £10,000      | -            | £5,000 | -      |
| 2022 | £60,000  | -        | £10,000      | -            | £5,000 | -      |
| 2023 | £60,000  | -        | £10,000      | -            | £5,000 | -      |

PDCのアンダー21・ワールド・チャンピオンシップにおける決勝戦出場者には、上記の賞金に加えてグランド・スラム・オヴ・ダーツへの出場権を獲得し、また2011年と2012年のPDC ProTourのカード・ホルダーにもなれ、Rileysによるスポンサーシップも受けられる。

### 会場と開催期間
PDC アンダー21・ワールド・チャンピオンシップの初開催である2010年は、予選を勝ち抜いてきた66人が、11月6日(土)にバーンズリー・メトゥロウドウムにおいて、準決勝までを行い、2011年1月3日にアレクサンドラ・パレスにおいて、PDC ワールド・ダーツ・チャンピオンシップの決勝戦の前に、このトーナメントの決勝戦を行った。

### テレビ放送

#### イギリスでの放送
PDC アンダー21・ワールド・チャンピオンシップは、Sky Sportsで決勝戦のみ放送される (3Dチャネル、HDチャネル、通常チャネルの同時放送)。

### トーナメントの統計値

#### プレイヤー数と出身国数
以下は、本戦に参加するプレイヤー数と、プレイヤーの出身国数である。
参加人数の左が、イングランド、ウェールズ、スコットランド、北アイルランドを別としてみた数、右が、イギリスを1つとしてみた数である。
| 年と団体 | 参加人数 | 参加国数 | イギリス     | ヨーロッパ | オセアニア | 北アメリカ | 南アメリカ | アフリカ | アジア |
| -------- | -------- | -------- | ------------ | ---------- | ---------- | ---------- | ---------- | -------- | ------ |
| 2010 PDC | 8/6      | 66       | 57: 51, 2, 4 | 8: 4, 2, 1 | 1: 1       | 1: 1       | 0          | 0        | 0      |

## BDO vs PDCのトーナメント
現在、数多くの大物プレイヤーが存在するPDC ワールド・ダーツ・チャンピオンシップのタイトルが、最も取得が難しいワールド・チャンピオンのタイトルであることは、上記より明らかである。
そして、フィル・テイラーが最強であることは、全員が参加するただ1つのワールド・チャンピオンシップを開かずとも分かる。
しかし、最強の者が、常にワールド・チャンピオンになれるとは限らず、全員が参加するただ1つのワールド・チャンピオンシップを開催するよりも、誰がワールド・チャンピオンとして相応しいかを決める方法は、存在しない。
2009年にダーツ界の分裂を解消し、ダーツを1つにしようと、PDCがBDOの買収を提案したが、BDOに拒否されてしまった。
現在、全員が参加するただ1つのワールド・チャンピオンシップを開催するとまではいかないまでも、それを別の形で実現しようとするイヴェントが、これまで何度か開催されてきた。
ここでは、それらのイヴェントを解説する。

### チャンピオン・バーサス・チャンピオン
PDC ワールド・ダーツ・チャンピオンシップとBDO ワールド・プロフェッショナル・ダーツ・チャンピオンシップスの男子部門のそれぞれのワールド・チャンピオンを招待しての直接対決が、これまで2回行われている。
1回目は、1999年11月7日に、マッチ・オヴ・ザ・センチュリーというイヴェント名で行われた。
1993年のダーツ団体の分裂から、非公式だが初めて明白な形でワールド・チャンピオンを決定するイヴェントとなった。
2回目は、2004年11月21日に、ザ・ショウダウンというイヴェント名で行われた。
| 年   | チャンピオン              | スコア | 準優勝                                     | 賞金総額 | 優勝    | 準優勝  | 会場                   |
| ---- | ------------------------- | ------ | ------------------------------------------ | -------- | ------- | ------- | ---------------------- |
| 1999 | フィル・テイラー (101.64) | 21-10  | レイモンド・ファン・バルネフェルト (93.09) | £100,000 | £60,000 | £40,000 | ウェンブリー・アリーナ |
| 2004 | フィル・テイラー          | 5-2    | アンディ・フォーダム                       | £100,000 | £60,000 | £40,000 | サーカス・タバーン     |

### マスターズ・オヴ・ダーツ
マスターズ・オヴ・ダーツは、チャンピオンだけではなく、PDCとBDO男子の両サーキットから、トップ・プレイヤーを4人ずつ招集したトーナメントである。
会場は、オランダのヘンヘロにあるExpoCenterである。
1回目は、2005年2月7日に開催された。
これは、団体分裂の後、初めて行われた大きな対決トーナメントとなる。
PDCのプレイヤー
- コリン・ロイド
- ウェイン・マードル
- ローランド・ショルテン
- フィル・テイラー

BDOのプレイヤー
- トニー・デイビッド
- アンディ・フォーダム
- コ・ストンプ
- レイモンド・ファン・バルネフェルト

決勝戦は、テイラー対フォーダムという2004年のチャンピオン対決と同じ対戦となった。
前回は、テイラーが、5-2 (セッツ) でリードしていたと言えども、フォーダムの脱水症状によるリタイアのため、最後まで試合が行われない勝利となったが、この回は、無事最後まで行われ、テイラーが、7-1 (セッツ) と、はっきりした形で勝利を収めた。
2回目は、2007年2月に5対5のオランダ対イングランドの対決として、開催された。
もともとは、PDCとBDOの混合戦としてアナウンスされていたが、このイヴェントが始まるまでに、全てのBDO側のプレイヤーが、PDCに移籍していたため、このような対決となった。
| 年   | チャンピオン                                | スコア | 準優勝                       | 賞金総額 | 優勝     | 準優勝  |
| ---- | ------------------------------------------- | ------ | ---------------------------- | -------- | -------- | ------- |
| 2005 | フィル・テイラー (102.21)                   | 7-1    | アンディ・フォーダム (92.64) | €395,000 | €150,000 | €75,000 |
| 2007 | レイモンド・ファン・バルネフェルト (107.90) | 5-2    | ピーター・マンリー (94.66)   | €185,000 | €50,000  | 不明    |

### インターナショナル・ダーツ・リーグとワールド・ダーツ・トロフィー
インターナショナル・ダーツ・リーグとワールド・ダーツ・トロフィーは、PDCのプレイヤーも招待されるBDOのトーナメントであった (現在、トーナメントそのものが、両方とも中止)。
もともと、両者ともオランダで開催されるBDOによるBDOに所属するプレイヤーのためのメジャー・トーナメントであったが、2006年より、オランダで大人気のレイモンド・ファン・バルネフェルトをはじめとするオランダのダーツ・プレイヤーが、PDCに次々と移籍したため、このトーナメントを放送しているオランダの放送局のSBS 6は、このトーナメントの人気を保つために、BDOにPDCプレイヤーの参加を認めさせた。
2008年、PDCは、これらのトーナメントにプレイヤーが参加するのを中止するのを発表する。
それを受け、SBS 6は、これらのトーナメントの放送を中止することにし、その結果、これらのトーナメント自体が終了した。

#### インターナショナル・ダーツ・リーグ
PDCプレイヤーが参戦する前も、移籍前のレイモンド・ファン・バルネフェルトが、3回中2回優勝 (合計では、5回中3回優勝) と、このトーナメントを征していた。
他の年におけるこのトーナメントのチャンピオンであるマーヴィン・キングとゲイリー・アンダーソンも、後にPDCに移籍している。

##### ナイン・ダート・フィニッシュ
2007年のインターナショナル・ダーツ・リーグでは、2人のプレイヤーが、ナイン・ダート・フィニッシュを達成した。
賞として、€26,000相当のオペル・ティグラが、それぞれに贈られた。
- フィル・テイラー (対レイモンド・ファン・バルネフェルト戦、5月8日)
- トニー・オシェア (対エイドリアン・ルイス戦、5月9日)

##### 決勝戦の結果
| 年   | チャンピオン                               | スコア | 準優勝                       | 賞金総額 | 優勝    | 準優勝  |
| ---- | ------------------------------------------ | ------ | ---------------------------- | -------- | ------- | ------- |
| 2006 | レイモンド・ファン・バルネフェルト (99.54) | 13-5   | コリン・ロイド (95.25)       | €134,000 | €30,000 | €15,000 |
| 2007 | ゲイリー・アンダーソン (95.85)             | 13-9   | マーク・ウェブスター (94.54) | €158,000 | €30,000 | €15,000 |

決勝戦の形式は、以下の通り。
- ベスト・オヴ・15・セッツ (2002-2005)
- ベスト・オヴ・25・セッツ[29] (2006-2007)

#### ワールド・ダーツ・トロフィー
PDCプレイヤーが参戦する前は、移籍前のレイモンド・ファン・バルネフェルトが、4回中2回、合計でも、6回中2回と、どちらも男子部門最多優勝となっている。

##### 男子決勝戦の結果
| 年   | チャンピオン                    | スコア | 準優勝                       | 賞金総額 | 優勝    | 準優勝  |
| ---- | ------------------------------- | ------ | ---------------------------- | -------- | ------- | ------- |
| 2006 | フィル・テイラー (102.21)       | 7-2    | マーティン・アダムズ (94.77) | €170,000 | €45,000 | €22,500 |
| 2007 | ゲイリー・アンダーソン (103.32) | 7-3    | フィル・テイラー (102.30)    | €194,000 | €45,000 | €22,500 |

決勝戦の形式は、以下の通り。
- ベスト・オヴ・11・セッツ (2002-2005)
- ベスト・オヴ・13・セッツ (2006-2007)

### グランド・スラム・オヴ・ダーツ
グランド・スラムは、PDCとBDOの両主要トーナメントから、チャンピオンや決勝、または準決勝に到達したプレイヤーと、それぞれのランキング上位のプレイヤーが招かれるPDCのトーナメントである。
例年32名と人数も多く、ウィメンズ・ワールド・チャンピオンシップからも招待されるので、これまでの両団体の混合トーナメント以上に、その年における真のチャンピオンを決定するトーナメントとして、より相応しいものとなっていた。しかし、2020年のBDOの清算に伴い、2021年以降の大会からは出場者はPDCの選手のみとなっている。
なお、2007年と2010年のBDO メンズ・ワールド・チャンピオンになったマーティン・アダムズは、2007年から2009年まで、3年連続で招待を断り続けているため、PDCは、これ以上彼を招待しない決定を下した。
| 年   | チャンピオン                               | スコア | 準優勝                               | スポンサー     | 賞金総額 | 優勝     | 準優勝  |
| ---- | ------------------------------------------ | ------ | ------------------------------------ | -------------- | -------- | -------- | ------- |
| 2007 | フィル・テイラー (101.75)                  | 18-11  | アンディ・ハミルトン (100.97)        | PartyBets.com  | £300,000 | £80,000  | £35,000 |
| 2008 | フィル・テイラー (106.25)                  | 18-9   | テリー・ジェンキンス (100.92)        | PartyPoker.com | £356,000 | £100,000 | £40,000 |
| 2009 | フィル・テイラー (103.94)                  | 16-2   | スコット・ウェイツ (94.16)           | PartyPoker.com | £400,000 | £100,000 | £50,000 |
| 2010 | スコット・ウェイツ (99.86)                 | 16-12  | ジェームズ・ウェイド (92.79)         | Daily Mirror   | £400,000 | £100,000 | £50,000 |
| 2011 | フィル・テイラー (109.04)                  | 16-4   | ゲイリー・アンダーソン (98.92)       | ウィリアムヒル | £400,000 | £100,000 | £50,000 |
| 2012 | レイモンド・ファン・バルネフェルト (95.79) | 16-14  | マイケル・ヴァン・ガーウェン (98.55) | ウィリアムヒル | £400,000 | £100,000 | £50,000 |
| 2013 | フィル・テイラー (98.14)                   | 16-6   | ロバート・ソーントン (97.02)         | ウィリアムヒル | £400,000 | £100,000 | £50,000 |
| 2014 | フィル・テイラー (102.45)                  | 16-13  | デイブ・チズナル (98.14)             | Singha beer    | £400,000 | £100,000 | £50,000 |
| 2015 | マイケル・ヴァン・ガーウェン (100.94)      | 16-13  | フィル・テイラー (102.53)            | Singha beer    | £400,000 | £100,000 | £50,000 |
| 2016 | マイケル・ヴァン・ガーウェン (98.74)       | 16-8   | ジェームズ・ウェイド (90.73)         | Singha beer    | £400,000 | £100,000 | £50,000 |
| 2017 | マイケル・ヴァン・ガーウェン (102.18)      | 16-12  | ピーター・ライト (97.71)             | Bwin           | £450,000 | £110,000 | £55,000 |
| 2018 | ガーウィン・プライス (96.70)               | 16-13  | ゲイリー・アンダーソン (97.25)       | Bwin           | £450,000 | £110,000 | £55,000 |
| 2019 | ガーウィン・プライス (107.86)              | 16-6   | ピーター・ライト (96.28)             | BoyleSports    | £550,000 | £125,000 | £65,000 |
| 2020 | ホセ・デ・ソーサ (99.95)                   | 16-12  | ジェームズ・ウェイド (94.26)         | BoyleSports    | £550,000 | £125,000 | £65,000 |

決勝戦の形式は、以下の通り。
- ベスト・オヴ・35・レッグズ (2007-2008)
- ベスト・オヴ・31・レッグズ (2009-)